# Ruhollah Chomeini

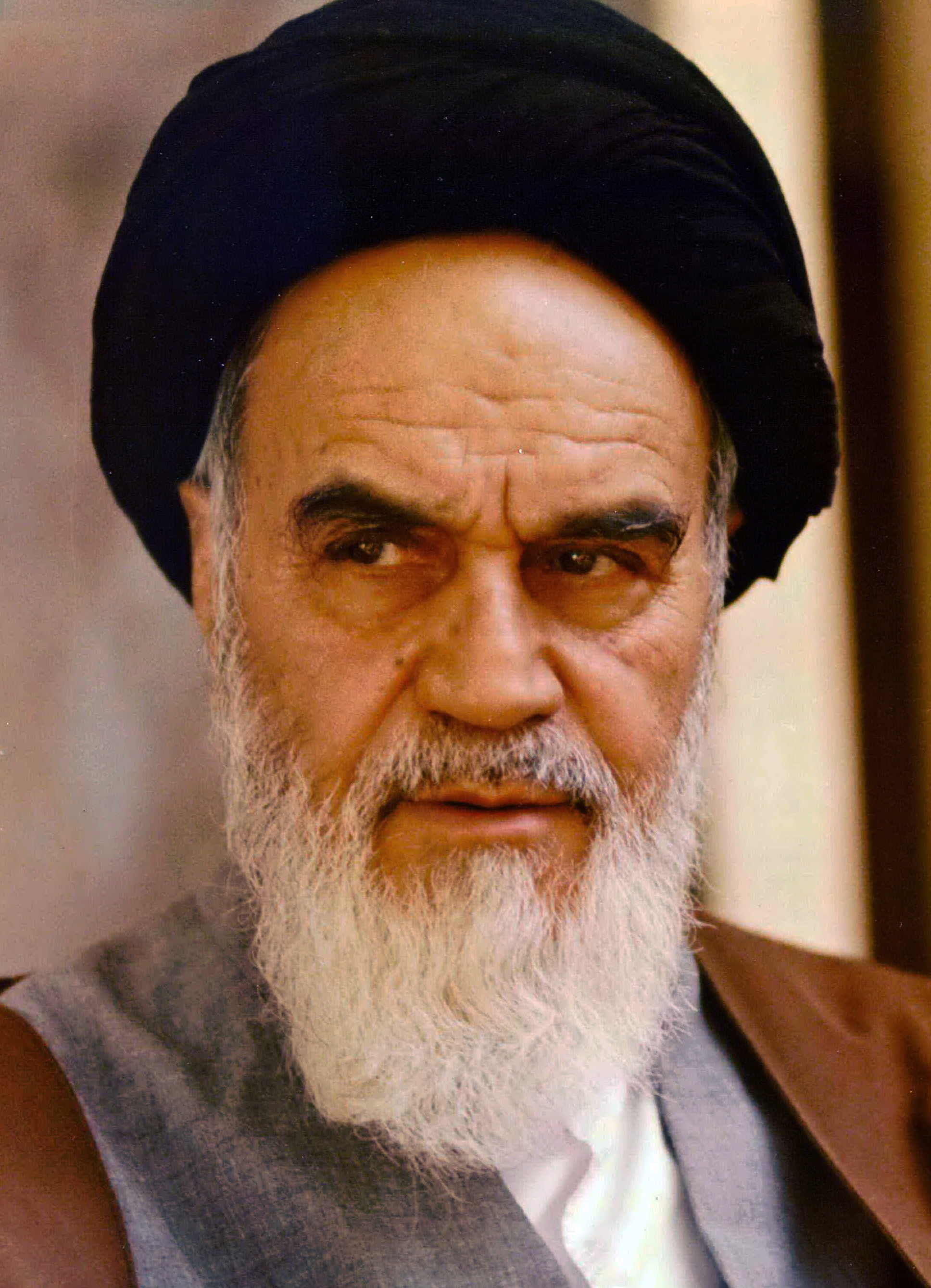
Ruhollah Chomeini (1981)

Ruhollah Musawi Chomeini (persisch روح‌الله موسوی خمینی, DMG Rūḥollāh Mūsawī Ḫomeinī [ruːholˈlɑːh χomeiˈniː] ⓘ, auch bekannt als Ayatollah Khomeini; * 1902 in Chomein; † 3. Juni 1989 in Teheran) war ein iranischer Ajatollah, politischer und religiöser Führer der Islamischen Revolution von 1979 und danach bis zu seinem Tod iranisches Staatsoberhaupt. Mit der Revolution stürzte er aus dem französischen Exil heraus die Regierung von Mohammad Reza Pahlavi, dem damaligen iranischen Schah. Chomeini, der am 1. Februar 1979 aus Frankreich zurückgekehrt war, gilt als der Gründer der Islamischen Republik Iran.

## Leben
Ruhollah Chomeini wurde 1902 im Ort Chomein als Ruhollah Musavi (روح‌الله موسوی [ruːɦoˈlːɔːh muːsæˈviː]) geboren. Chomeinis genaues Geburtsdatum ist umstritten. Es gibt Quellen, die angeben, er sei:
- 1900[1]
- am 28. August 1902[2]
- im September 1902[3]
- am 24. September 1902[4][5][6]
- am 9. November 1902[7] geboren.

Sein Mausoleum im Süden von Teheran hat vier Minarette mit jeweils 91 m Höhe. Die Höhe von 91 m wurde entsprechend dem in Mondjahren gerechneten angeblichen Alter Chomeinis bei seinem Tod 1989 gewählt.

### Herkunft

#### Urgroßvater väterlicherseits
Die Herkunft des Urgroßvaters ist höchst zweifelhaft. Eine Version geht davon aus, dass ein Hindu namens Jajal als Pförtner und Wachmann bei der Zweigstelle der unter britischer Leitung stehenden Bank-e Shahi, der späteren Imperial Bank of Persia, in Bombay beschäftigt gewesen sein soll. Da die Bank hauptsächlich mit muslimischen Geschäftsleuten zu tun hatte, legte das Management der Bank Jajal nahe, Moslem zu werden, was dieser befolgte. Von da an nannte er sich Hamed. Nach dem Tod Hameds übernahm sein Sohn Ahmad, der Großvater Chomeinis, den Posten bei der Bank-e Shahi. Von Bombay aus wurde er in die Zweigstelle Buschehr und später nach Nadschaf versetzt. In Nadschaf verließ Ahmad (Hindi) die Imperial Bank und wurde Leibwächter von Mirza Mohammad Hasan Schirazi. 1839 erwarb Ahmad Musavi Hindi Land in Chomein und gehörte bald zur Schicht der vermögenden Grundbesitzer.

#### Großvater väterlicherseits
Seyyed Ahmad Musavi (1800–1869) war Ruhollah Chomeinis Großvater. Als Seyyed und damit direkter Nachfahre des Propheten wurde der Familienname auf den 7. Imam zurückgeführt. Über die Herkunft des Großvaters gibt es zwei unterschiedliche Versionen:
- Er soll aus Nadschaf stammen und dann nach Chomein gezogen sein.[10]
- Er soll aus Indien stammen (siehe Urgroßvater), daher der ursprüngliche Name Ahmad Musavi Hendi bzw. Hindi.[11] Ahmad Musavi Hindi soll 1800 in Kintur geboren sein, beim damals berühmten Lehrer Mir Hamed Hosein Hindi Neischaburi studiert haben und 1830 nach Nadschaf gezogen sein, wo er 1869 starb.[11]

#### Vater
Seyyed Mustafa Musavi (1856/62–1902) war Ruhollah Chomeinis Vater. Mustafa Musavi studierte islamische Theologie in Isfahan, Nadschaf und Samarra – dort unter Mohammad Hasan Schirazi – und soll den religiösen Titel eines Mudschtahid erworben haben. Er hatte mit Hadschiyeh Agha Chanum, der Tochter des Mirza Ahmad Modschtahed-e Chonsari, sechs Kinder, jeweils drei Mädchen und drei Söhne. Nach der Geburt der ersten Tochter soll die Familie von Nadschaf nach Chomein gezogen sein. Die Söhne hießen
- Morteza Pasandideh, (1895–1996)[12]
- Nureddin Hindi, (1898–1977)
- Ruhollah Chomeini (1902–1989), der jüngste Sohn.

Mustafa Musavi starb, als Ruhollah gerade 5 Monate alt war. Hierzu gibt es drei Versionen:
- Durch ein Attentat, verübt von Agenten von Reza Schah, so die offizielle Version der Islamischen Republik Iran. Dass Reza Pahlavi erst 1925 Schah wurde, während das Attentat schon 1902 stattgefunden haben soll, macht diese Version allerdings wenig glaubwürdig.
- Durch Banditen, die ihn auf dem Weg von Arak nach Chomein erschlugen.[13]
- Durch Großgrundbesitzer, erschlagen nach Streitigkeiten über den Ernteanteil.[14]

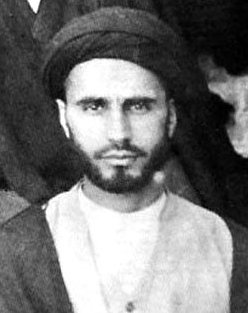
Der junge Chomeini

### Ausbildung
Ruhollah, der nach dem Tod des Vaters von seiner Tante Sahebe erzogen wurde, soll mit 15 Jahren die Schule beendet haben und von seinem ältesten Bruder Morteza im Fach Islamkunde unterrichtet worden sein.
1918 ging Chomeini nach Arak, um eine Ausbildung zum Rechtsgelehrten zu erhalten. 1922 wechselte er nach Ghom, wo sich gerade die islamische Rechtsschule unter Abdolkarim Haeri Yazdi im Aufbau befand. 1936 erhielt er dort die Qualifikation eines Mudschtahid und den religiösen Titel Hodschatoleslam. 1943 veröffentlichte er seine Schrift: Kašf al-asrār (Enthüllung der Geheimnisse), die gleich die Abschaffung der Monarchie aufnimmt.

„Die islamische Regierung ist die Regierung des göttlichen Rechts, und ihre Gesetze können weder gewechselt, noch geändert, noch angefochten werden.“

Mit diesen Thesen stand Chomeini nicht allein. 1946 gründete Navvab Safavi in Teheran die Organisation Fedajin-e Islam (die sich für den Islam aufopfern), bestehend aus Theologie-Studenten und Angehörigen der Unterschicht. Die Forderungen der Fedajin-e Islam, eine Vorwegnahme von Chomeinis Hokumat-e eslami aus dem Jahre 1970, lauteten:
Errichtung einer islamischen Regierung unter Führung eines Imams, Anwendung der Scharia, Reinigung der persischen Sprache von unislamischem Wortschatz, Panislamismus und Nationalismus, Verstaatlichung des Erdöls, Dschihad gegen westliche Mächte, Verbreitung der Ideologie des Martyriums.
Die Fedajin-e Islam organisierten Demonstrationen und fielen durch verschiedene Attentate auf Schriftsteller, Wissenschaftler und Regierungsmitglieder in den Jahren 1946–1951 auf.

### Erstes öffentliches Auftreten

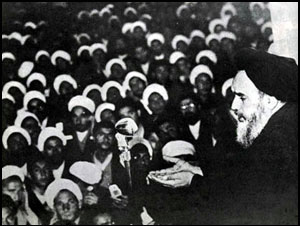
Chomeini spricht am 15. Chordad

Bis 1963 unterrichtete Chomeini islamisches Recht in Ghom. Im selben Jahr rief er zum Widerstand gegen die Weiße Revolution (u. a. Landreform und Frauenwahlrecht) des Schahs auf. Mit dem Tod des Großajatollahs und des von allen Geistlichen anerkannten Mardschaʿ-e Taghlid Hossein Borudscherdi, der die Ansicht vertreten hatte, dass sich die Geistlichkeit aus der aktiven Politik heraushalten solle, reduzierte sich der Einfluss der quietistischen Gruppe unter den Geistlichen. Am 22. März 1963, anlässlich des Todestages des 6. Imams, Dschaʿfar as-Sādiq, predigte Chomeini in Ghom:

„Erhebt euch zu Revolution, Djihad und Reform, denn wir wollen nicht unter der Herrschaft der Verbrecher leben. Es ist unser würdig, dem Vorbild unseres Propheten und unserer Imame zu folgen, auf dass sie unsere Fürsprecher am Tage des Gerichts sein mögen.“

Chomeini wurde zunächst festgenommen, dann aber wieder freigelassen.
Nach der Rede vom 3. Juni 1963, dem Aschura-Tag, gehalten gegen den Tyrannen unserer Zeit – jeder wusste, dass damit der Schah gemeint war –, wurde Chomeini am 5. Juni 1963 erneut verhaftet. Gehrke spricht von einem bewussten, „im politischen Sinne In-den-Vordergrund-Spielen, ohne die Akklamation der anderen führenden Geistlichen zu haben.“ Durch seine bewusst gewählte Konfrontation gegen den Schah, die er zum damaligen Zeitpunkt nicht gewinnen konnte, zog er zumindest die gemäßigten Kleriker auf seine Seite, indem sie für ihn notgedrungen Partei ergreifen mussten. Chomeinis Aufruf vom 3. Juni 1963 richtete sich vor allem gegen die vom Schah im Rahmen der Weißen Revolution begonnene Landreform, gegen die Abschaffung des weiblichen Heiratsalters von 9 Jahren sowie gegen das aktive und passive Frauenwahlrecht. Die Haltung der Kleriker zur Landreform war gespalten: von Zustimmung (Hussein Schariatmadari, Mahmud Taleghani) bis zur strikten Ablehnung. Mit seiner Kritik war Chomeini Sprachrohr der betroffenen Großgrundbesitzer, die daraufhin begannen, gegen den Schah zu opponieren. Von der Landreform waren neben aristokratischen Großgrundbesitzern auch zahlreiche religiöse Stiftungen und einige Kleriker selbst betroffen. Religiöse Stiftungen und Geistliche gehörten mit zu den größten Landbesitzern und sollten dieses Land, das sie bislang an Bauern verpachtet hatten, gegen eine Entschädigung an diese Bauern übereignen. Der Aufruf Chomeinis und seine Verhaftung führten zu gewalttätigen Demonstrationen.
Direkt nach den Unruhen sollte ein Gerichtsverfahren gegen Chomeini eröffnet werden, das auf ein Todesurteil hinauslief. Die Ajatollah Kasem Schariatmadari und Hadi Milani versammelten sich daraufhin in der Teheraner Abd-al-Azim-Moschee und riefen Chomeini zum „Imam“ (Ajatollah) aus, eine Aktion die ihn vor dem Todesurteil bewahren sollte, da der Titel „Ajatollah“ eine Art ungeschriebene Immunität beinhaltete.
Ebenfalls soll sich der Chef des SAVAK, Hassan Pakravan, für Chomeini eingesetzt haben. Hassan Pakravan und Premierminister Hassan Ali Mansur erklärten dem Schah, dass man der Geistlichkeit mehr Zeit geben müsse, sich an die Reformen der Weißen Revolution zu gewöhnen, und dass es besser sei, Chomeini aus der Haft zu entlassen, statt mit der Exekution aus dem zum Tode Verurteilten einen Märtyrer zu machen. In der Haft gab Chomeini Hassan Pakravan angeblich das Versprechen, sich in Zukunft aus der Politik herauszuhalten. Dabei hatte Chomeini lediglich gesagt:

„Wir mischen uns niemals in Politik ein, so wie Sie sie definieren.“

Diese Aussage ließ ausreichend Spielraum für Interpretationen. Dass Chomeini nicht daran dachte, sich aus der Politik herauszuhalten, sollte sich bald zeigen.
Chomeini stand bis zum 7. April 1964 unter Hausarrest und hatte nach offiziellen Angaben mit den Behörden eine Vereinbarung getroffen, nicht mehr „die Interessen und Sicherheit des Landes zu gefährden“.
Nach der Rede Chomeinis vom 28. Oktober 1964 gegen die Anwendung des Wiener Übereinkommens über diplomatische Beziehungen auf US-amerikanische Militärberater, einer weiteren Brandrede, endete die Geduld des Schahs. Chomeini warnte die Armee, die Abgeordneten, die Kaufleute und die Geistlichkeit, dass diese Regierung davon träume, Iran zu zerstören. Er forderte die Führer aller islamischen Länder auf, den Muslimen Irans zu Hilfe zu eilen.

„[…] Amerika ist die Quelle unserer Probleme. Israel ist die Quelle unserer Probleme. Und Israel ist Amerika. Diese Minister sind alle aus Amerika. Alle sind amerikanische Lakaien. Wenn sie es nicht wären, warum stehen sie nicht auf und protestieren lauthals. Die Gesetze dieses Parlaments sind illegal. Das gesamte Parlament ist illegal. Artikel 2 des Zusatzes zur iranischen Verfassung, nach dem eine Gruppe von fünf Mullahs jedem Gesetz zustimmen müssen, nachdem sie es daraufhin überprüft haben, dass es mit dem Islam übereinstimmt, wurde nicht beachtet. […] Ich bete zu Gott, dass er all diejenigen vernichten möge, die dieses Land, den Islam und den Koran verraten haben.“

Am 4. November 1964 wurde Chomeini verhaftet und mit einer Militärmaschine in die Türkei (Bursa) in die Verbannung geflogen.

## Die Jahre im Exil

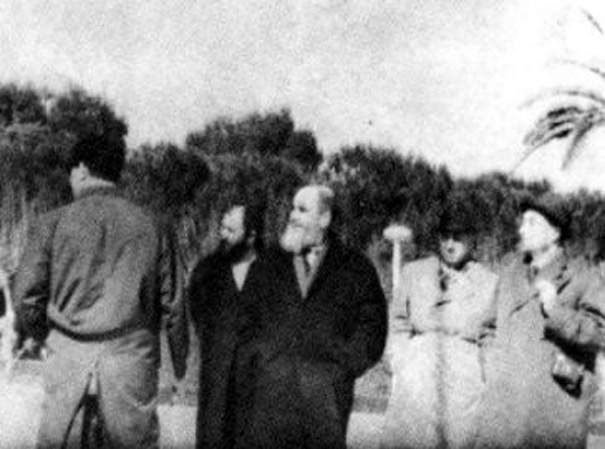
Chomeini in der Türkei, um 1965

An seinem Aufenthaltsort Bursa in der Türkei war Chomeini jede Tätigkeit als Geistlicher untersagt worden. Auch das Tragen der Kleidung eines Ajatollahs war ihm nicht erlaubt. Chomeini wandte sich daraufhin in einem persönlich gehaltenen Schreiben an den Schah und bat ihn, ihm die Fortsetzung seiner Lehrtätigkeit in Nadschaf zu gestatten. Im Oktober 1965 wurde Chomeini die Übersiedlung in den Irak erlaubt, wo er sich zuerst in Bagdad, dann in Nadschaf, einem heiligen Ort der Schiiten, niederließ. Chomeini konnte sich dort relativ frei bewegen und seine Studien und seine Lehrtätigkeit wiederaufnehmen.

### Vorlesungen über den „Islamischen Staat“
In Nadschaf hielt Chomeini zwischen Januar und Februar 1970 Vorlesungen über die politische Bedeutung des Islam. Aus den Vorlesungsmitschriften von Studenten und Interviews entstand eine Textsammlung, die, obwohl nicht von Chomeini herausgegeben, als Buch unter dem Titel Der Islamische Staat (1970) erschien. Chomeini betrachtete es als Pflicht der Geistlichkeit, eine aktive Rolle im politischen Handeln zu übernehmen. Er verglich den Kampf gegen das bestehende politische System in Iran mit dem Kampf des Imams Hossein. Deshalb forderte er die Geistlichen von Ghom, Maschhad und Nadschaf auf, eine zeitgemäße Form der Tragödie des Todes von Imam Hossein zu entwickeln. Die Studenten der Religionsschulen sollten die Massen im Kampf gegen die Monarchie in Iran aktivieren. Chomeini war davon überzeugt, dass dieses Mal die Schia als Sieger hervorgehen würde.
Als entschiedenster Gegner Chomeinis aus den Reihen der schiitischen Geistlichkeit galt Großajatollah Kasem Schariatmadari, der dem von Chomeini vertretenen politischen Modell einer Regierung der Geistlichkeit (ولایت فقیه velayat-e faghih) jede Basis in der schiitischen Theologie absprach.
Chomeinis Ansichten hinsichtlich der Errichtung eines islamischen Staates, der einzig nach religiösen Grundlagen geleitet werden soll, sind nicht neu – er berief sich explizit auf Scheich Fazlollah Nuri, der 70 Jahre zuvor schon solche Gedanken verbreitet hatte. Tatsächlich hat Chomeini die über Jahrhunderte quietistische Haltung des schiitischen Klerus mit Hokumat-e eslami negiert. Bis zur Rückkehr aus dem Exil war, wie Mohsen Kadivar feststellte, Chomeini für einen Rat der Rechtsgelehrten mit allgemeiner Vollmacht, danach nur noch für die Vollmacht des einen Rechtsgelehrten (Mardschaʿ-e Taghlid).
Die drei zentralen Abschnitte aus Hokumat-e eslami (Der islamische Staat) sind:

#### Die ewige Gültigkeit der Gesetze des Islam
„Die Behauptung, dass man die Gesetze des Islam außer Kraft setzen kann oder dass sie an Zeit und Raum gebunden sind, widerspricht dem islamischen Geist. Daher ist die Anwendung der Gesetze nach dem hochedlen Propheten eine ewige Pflicht. Waren die Gesetze, deren Darlegung, Propagierung, Verbreitung und Durchsetzung den Propheten 23 Jahre harte Arbeit kostete, nur für eine begrenzte Zeit gedacht? Hatte Gott die Zeit der Anwendung seiner Gesetze auf zweihundert Jahre beschränkt?“

Mit dieser Aussage wird der Begriff des Gesetzes im Kontext der religiösen Überlieferung des Islams interpretiert. Gesetze des islamischen Staates sind keine Rechtsnormen, die von einem Gesetzgeber erlassen worden sind, sondern entsprechen dem unmittelbaren Willen Gottes.

#### Die politisch-rechtlichen Grundlagen des islamischen Staates
„Der islamische Staat ist ein Staat des Gesetzes. In dieser Staatsform gehört die Souveränität einzig und allein Gott. Das Gesetz ist nichts anderes als der Befehl Gottes“

Die rechtlich-politische Grundlage des islamischen Staates beruht nicht auf der Volkssouveränität als verfassungsgebender Gewalt, sondern auf Gott. Alle Gewalt in einem islamischen Staat geht daher nicht vom Volk, sondern von Gott bzw. stellvertretend von den Rechtsgelehrten aus. Chomeinis Argumentation bezieht sich auf Thesen des Scheichs Fazlollah Nuri, der im 19. Jahrhundert darauf verwies, dass nur Gott Gesetze machen könne, der Mensch dazu jedoch nicht befugt sei. Angesprochen auf Nuris Theorie bekräftigte Chomeini 1979 in einem Interview mit dem Politologen Said Amir Arjomand seine Zustimmung zu dessen Aussagen.
Im Januar 1988 äußerte Chomeini zur Überlegenheit des Staates über die Religion, dass

„die Regierung einseitig befugt ist, jede Situation zu verhindern, die eine Gefahr für ihre Interessen hervorrufen könnte …, (und dass) im Islam die Erfordernisse der Regierung Vorrang haben vor allen anderen Grundsätzen, einschließlich des Betens, des Fastens und der Pilgerfahrt nach Mekka.“

#### Der islamische Staat als gesellschaftliche Utopie
„Kein vernünftiger Mensch erwartet, dass unsere Propaganda und Bildungsarbeit in der nahen Zukunft zur Begründung eines islamischen Staates führt. Um dies zu erreichen, ist eine Reihe komplexer und permanenter Aktivitäten notwendig. Das braucht Zeit. Der Aufbau eines islamischen Staates ist ein komplexer und permanenter Prozess, in dem zwischen Anspruch und Wirklichkeit unterschieden werden muss.“

Defizite in der Gegenwart des politischen Alltags sind demnach kein Beleg dafür, dass der islamische Staat die Vorstellungen und Erwartungen der Bevölkerung nicht erfüllen kann, sondern lediglich ein Beleg dafür, dass die Realisierung des islamischen Staates noch nicht abgeschlossen ist.
Chomeini definiert den Islam im Rahmen einer befreiungstheologischen Auslegung als „Religion militanter Individuen, die sich der Wahrheit und Gerechtigkeit verpflichtet haben. Der Islam ist die Religion derer, die nach Freiheit und Unabhängigkeit streben.“ Den Islam der konstitutionellen Monarchie Irans charakterisierte er als Fehlinterpretation, die durch den Einfluss westlicher Agenten und Orientalisten entstanden sei. So sei in der Zeit der Kadscharen der Islam fehlerhaft interpretiert worden; die islamischen Gesetze seien falsch angewendet worden. Die dadurch entstandenen gesellschaftlichen Probleme hätten sich britische Agenten zu Nutze gemacht und die Iraner im Rahmen einer Konstitutionellen Revolution auf den falschen Weg des Konstitutionalismus geführt. Im übrigen erkläre der Islam jede Form der Monarchie oder der monarchischen Erbfolge als falsch und illegal. Das gehe schon aus den Briefen Mohammads an den byzantinischen Kaiser Heraklius und den persischen Schah Chosrow Parvis hervor. Und dass das islamische Rechtssystem dem aus dem Westen importierten konstitutionellen Rechtssystem weit überlegen sei, lasse sich schon dadurch belegen, dass ein Fall, der früher von einem Scharia-Richter in zwei Tagen erledigt worden sei, heute zwanzig und mehr Jahre daure.

### Taqiyya
Taqiyya, das Verheimlichen ritueller Pflichten, war ursprünglich als Schutz der Schiiten vor sunnitischer Verfolgung gedacht. Für Chomeini ein erlaubtes Mittel zur Selbsterhaltung, das er jedoch bei Fällen der Zerstörung heiliger Stätten, dem Abfall vom Glauben und allen Handlungen, die den Glauben verderben, kategorisch ausschloss. Chomeini empfahl diese Methode dem Personenkreis, die „sich gegenwärtig in die Reihen eines despotischen Regimes einreiht, um es so zu unterwandern und zum Einsturz zu bringen.“ Die Geistlichen und ihre Studenten sollten hingegen so weit wie möglich offen gegen das bestehende System auftreten. Außerdem wird Taqiyya bei Chomeini eine Handlung, die dem Islam dienen müsse.

„Sollten die Umstände der taqiyya einen von uns veranlasst haben, sich dem Gefolge der Machthaber anzuschließen, dann ist es seine Pflicht, davon abzulassen, es sei denn, seine rein formale Teilnahme brächte einen echten Sieg für den Islam.“

Taqiyya wurde von Chomeini, im Gegensatz zur üblichen, rein defensiven schiitischen Vorsichtsmaßnahme, offensiv im Sinne des Dschihad ausgelegt, so wie die Anweisung an seine Theologiestudenten vom April 1963, die zur Wehrpflicht eingezogen werden sollten:

„Ihr seid Soldaten des Herrn der Zeit. Ihr müsst euren Militärdienst leisten. Lernt eure militärische Lektionen mit vollem Ernst und voller körperlicher, als auch geistiger Standhaftigkeit. Macht euch stark.“

Auch in seinem französischen Exil benutzte Chomeini die Form der Taqiyya, indem er zwar nicht log, doch wesentliche Passagen ausließ. Seine der westlichen Presse gegebenen Interviews zeigen keine seiner späteren Vorstellungen:

„Unserer Meinung nach ist der Islam eine fortschrittliche Religion, aber wir sind gegen Regierungen, die unter dem Motto der Moderne diktatorisch handeln … Wir sind für vollständige Freiheiten. Wir werden naturgemäß gegenüber den religiösen Vorstellungen der anderen mit Respekt vorgehen.“

„Ich werde keine Funktion innerhalb der Regierung haben.“

„Es ist nicht daran gedacht, dass die religiösen Führer selbst die Regierung führen. Ich persönlich werde wegen meines Alters … kein Interesse daran zeigen. Ich werde nie Staatspräsident sein, und ich werde auch nie ein anderes Regierungsamt bekleiden.“

### Die Ereignisse des Jahres 1978
Der Machtverfall des Schahs und der Aufstieg Chomeinis im Jahr 1978 lässt sich an vier Ereignissen festmachen:

#### Zeitungsartikel gegen Chomeini
Am 7. Januar 1978 erschien in der iranischen Zeitung Ettelā'āt ein Artikel unter dem Titel Iran und der Schwarze und Rote Kolonialismus. „Jahrelang hatte der Propagandaapparat des Regimes nichts unversucht gelassen, die pure Existenz Chomeinis zu leugnen“ und nun wurde Chomeini als „kommunistischer Verschwörer“ geschmäht. Dieser Artikel, unter dem Pseudonym Ahmad Raschidi-ye Motlagh erschienen, gilt als Initialzündung der islamischen Revolution. Als Urheber des Artikels wird der damalige Informationsminister Darius Homayun im Kabinett von Premierminister Dschamschid Amuzegar vermutet. Eine am 9. Januar in Ghom stattfindende Sympathiekundgebung von Studenten wurde von Staatsorganen gewaltsam aufgelöst. Vier Demonstranten starben an ihren Verletzungen. Gerüchte machten die Runde, dass mindestens 100 Demonstranten zu Tode gekommen seien. Später war gar von 300 toten Demonstranten die Rede. Die nun im 40-täglichen Rhythmus landesweit ablaufenden Protestkundgebungen steigerten sich zum einen hinsichtlich der Masse der Teilnehmer und zum anderen hinsichtlich der Anzahl der Verletzten und Todesopfer bis Ende 1978.
Am 12. Januar 1978 rief Chomeini erstmals zum Sturz des Schahs auf:

„Mohammad Reza Khan ist ein Verräter und Rebell, dessen Sturz schon von Gesetzes wegen verfolgt werden muss.“

#### Brandanschlag Cinema Rex
Am 25. Jahrestag des Sturzes von Mossadegh, dem 19. August 1978, wurden 25 Kinos, darunter ein Kino in Abadan, in Brand gesteckt. Bei dem Brandanschlag auf das Cinema Rex in Abadan starben 477 Kinobesucher. Als Urheber des Brandes wurde von den Anhängern Chomeinis der Geheimdienst SAVAK beschuldigt. Scheich Ali Tehrani hat 16 Jahre nach dem Brandanschlag die Hintermänner des Attentats offengelegt. Nachdem Chomeini eine Fatwa gegen koloniale Programme und westliches Kino ausgesprochen hatte, hatten „vier Lehrer der Koranschule von Ghom gemeinsam einen Plan entwickelt, Brände in Kinos zu legen. Einer von den vieren war Scheich Hossein Ali Montazeri.“ Nach heutigem Wissen soll für die konkrete Planung und Durchführung des Brandanschlages auf das Cinema Rex ein Verwandter des derzeitigen obersten Führers der Islamischen Republik Iran Ali Chamenei verantwortlich gewesen sein.

#### Schwarzer Freitag
Am 5. September 1978 fanden anlässlich des Fastenmonats Ramadan im ganzen Land Demonstrationen statt. Zwei Tage danach riefen Schah-Gegner – eine Allianz aus Geistlichkeit und Nationaler Front – zum Generalstreik auf, der allein in Teheran von 100.000 bis 200.000 Menschen, je nach Quelle, befolgt wurde. In der Nacht zum 8. September wurde das Kriegsrecht über Teheran und zehn weitere Städte verhängt. 200 Chieftain-Panzer und 100.000 Soldaten, gut ein Viertel der gesamten Armee ließ General Oveisi in Teheran zusammenziehen. Freitag, der 8. September 1978, sollte als schwarzer Freitag in die Geschichte Irans eingehen. Das Gerücht wurde verbreitet, dass das Militär wahllos in die Menge unbewaffneter Demonstranten geschossen habe. Von 106, 2.000 bis 15.000 Toten ist jeweils die Rede. Am 9. September 1978 rief Chomeini die iranische Armee zum Aufstand gegen das Schah-Regime auf, die Armee blieb jedoch weitgehend schahtreu. Chomeinis Aufruf zum Generalstreik am 13. September 1978 wurde hingegen von weiten Teilen der Bevölkerung befolgt.

#### Ausweisung aus dem Irak
Chomeini, der seit 1978 auf Drängen des Schahs in Nadschaf unter Hausarrest stand, wurde am 6. Oktober 1978 von Saddam Hussein des Landes verwiesen. Chomeinis Ausreise nach Kuwait wurde durch die dortigen Behörden allerdings verwehrt. Die französische Regierung (Kabinett Barre III) stimmte schließlich zu, Chomeini aufzunehmen. Ihm blieb keine andere Wahl, obwohl er zunächst „keine Sekunde lang daran dachte, ins Ausland, nach Paris, zu reisen.“

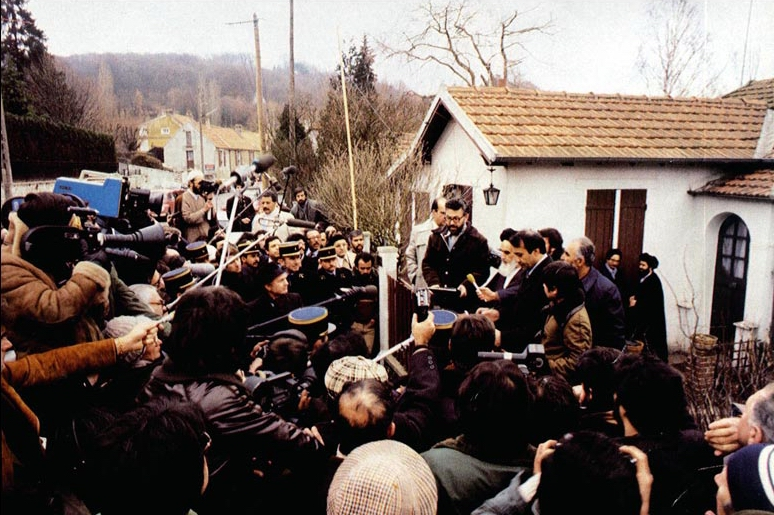
Chomeini vor den westlichen Medien

In Neauphle-le-Château, seinem Wohnort in Frankreich, gelang es Chomeini, die Aufmerksamkeit der internationalen Presse auf sich zu ziehen und die Verbreitung seiner Reden mittels Tonbandaufzeichnungen in Iran zu forcieren. Buchautor Amir Taheri zählt in den wenigen Monaten Chomeinis Aufenthalts in Frankreich 132 Rundfunk-, Fernseh- und Pressinterviews auf.
Mohammad Beheschti spielte bei der Verbreitung nach Iran eine entscheidende Rolle.
Das Bild der „heilige Greis unter dem Apfelbaum“, das in der westlichen Presse ein verklärendes Bild von Chomeini zeichnete, und die Erklärung Chomeinis

„Ich bin der Sprecher, der die Forderungen dieses entrechteten iranischen Volkes zum Ausdruck bringt.“

nährten in der westlichen Öffentlichkeit die Vorstellung, Chomeini sei der Gandhi Irans, der sein Land auf friedlichem Weg in die Freiheit führen wolle. Während der vom 4. bis 7. Januar 1979 stattfindenden Konferenz von Guadeloupe beschlossen der französische Präsident Valéry Giscard d’Estaing, US-Präsident Jimmy Carter, der britische Premierminister James Callaghan und Bundeskanzler Helmut Schmidt, den Schah nicht mehr zu unterstützen und Chomeini die Rückkehr nach Iran zu ermöglichen.

## Rückkehr nach Iran

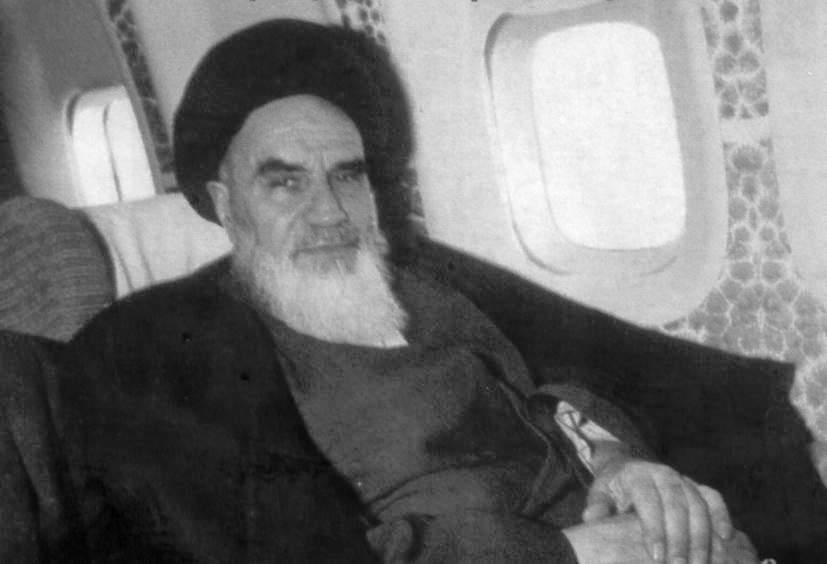
Chomeini auf dem Flug nach Iran

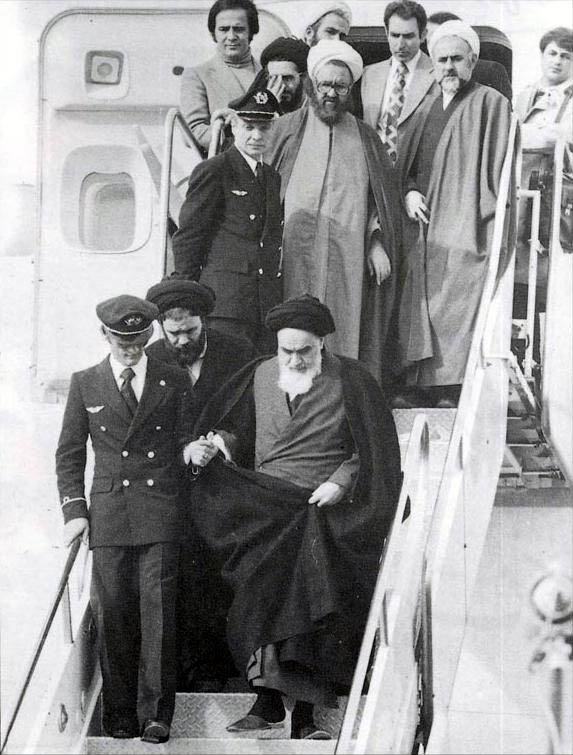
Chomeinis Ankunft am 1. Februar 1979

### Die Revolution und die Errichtung der Islamischen Republik
Nachdem der Schah am 16. Januar 1979 das Land verlassen hatte, kündigte Chomeini seine baldige Rückkehr an. Hektische Betriebsamkeit entfaltete sich davor schon in Neauphle-le-Château. Es kam zu Besuchen der unterschiedlichsten Fraktionen und Führer der Nationalen Front, der mitgliederstarken Tudeh-Partei und selbst von US-amerikanischen Politikern. Das Ziel war allen gemeinsam: der Sturz des Schahs.
Chomeini, der nie eine wie auch immer vom Schah legitimierte Regierung anerkannte, formte in Paris einen Schulterschluss zwischen Mullahs, Bürgerlichen und Linken, die gemeinsam am Sturz des Schahs mitarbeiteten. Mehdi Bāzargān, der von Chomeini als Übergangs-Ministerpräsident gebilligt wurde, sollte die Erste Phase bilden, wie Riyahi schreibt. Der „Unbestechliche“, von allen Fraktionen anerkannt, sollte sich der Neutralität der Armee versichern, die diese dann auch am 11. Februar 1979 erklärte. Gleichzeitig sollte Bazargan der Garant und die Beruhigung der Bürgerlichen, Demokraten und Linken vor einer absoluten Machtübernahme der Kleriker sein, da Bazargan zwar eine religiöse aber demokratische Republik befürwortete.
Die Regierung Schapur Bachtiar, des letzten vom Schah eingesetzten Ministerpräsidenten, ließ zuerst am 25. Januar 1979 den Flughafen Teheran schließen und am 30. Januar wieder freigeben. Damit war eine Rückkehr Chomeinis möglich. Rund 150 Journalisten der Weltpresse, darunter Peter Scholl-Latour, begleiteten am 1. Februar, zusammen mit 50 engen Getreuen, darunter Sadegh Tabatabai, den Ajatollah auf seinem Flug von Paris nach Teheran. Dem Abflug um 01:15 Uhr mit der Air France Boeing 747 ging ein Tauziehen hinter den Kulissen voraus. Chomeini selbst teilte den Journalisten mit, sich auf das Schlimmste vorzubereiten. Zbigniew Brzeziński sprach von einem Entführungsplan der Maschine, eine Organisation aus London habe den Abschuss der Maschine angekündigt, schahtreue Luftwaffenpiloten flogen Tage zuvor Scheinangriffe. „In 12.000 Meter Höhe fliegt der fromme Greis fast so schnell wie der Schall zurück ins Mittelalter“, titelte eine deutsche Zeitung den Rückflug Chomeinis. Auf dem Flug wurde Chomeini von einem ihn begleitenden Reporter gefragt, was er empfinde, nach so langer Zeit des Exils wieder nach Iran zurückzukehren; seine Antwort lautete: „Nichts“.
Am 1. Februar 1979 um 9.39 Uhr Ortszeit betrat Chomeini zum ersten Mal seit über 14 Jahren wieder iranischen Boden. Der Empfang auf dem Flughafengelände Mehrabad durch Kleriker, Politiker und Journalisten wurde von den Massen abgetrennt, die Landung selbst live im Fernsehen übertragen. Der erste Weg führte Chomeini vom Flughafen zum Friedhof Behescht-e Zahra, dem Zentralfriedhof von Teheran. Der Weg dorthin war von einem Millionenpublikum, das die Straßen blockierte, abgesperrt. Daraufhin bestieg Chomeini einen von der Armee bereitgestellten Hubschrauber und flog zum Friedhof. In seiner ersten Rede nach der Rückkehr wandte er sich gegen den Schah:

„Er hat nur die Friedhöfe ausgebaut.“

und gegen den sozialdemokratischen Ministerpräsidenten Schapur Bachtiar, den er als „illegal“ bezeichnete. An die zum Teil noch schah-loyale Armee richtete Chomeini den Appell:

„Wir wünschen uns so sehr, dass ihr unabhängig seid.“

Am 11. Februar 1979 (22. Bahman 1357) floh Premierminister Schapur Bachtiar, nachdem das Militär seine Neutralität erklärt hatte. Die „Gegenregierung“ von Mehdi Bāzargān, seit 5. Februar 1979 von Chomeini eingesetzt, übernahm die Regierungsgeschäfte. Zwei Tage später begann die erste Verhaftungswelle, die führende Militärs und Politiker des Schahs betraf. Zwei Wochen später wurde die Islamisch-Republikanische Partei (IRP) gegründet, die Chomeinis Staatsdoktrin des „Velayat-e Faqih“ gegen die Entwürfe anderer Oppositionsgruppen durchsetzen sollte. Mittels des allmächtigen Revolutionsrates, dann der vorgegebenen Zusammensetzung der Expertenversammlung, gelang es dem mehrgleisig vorgehenden Chomeini innerhalb eines Jahres, die gesamte Macht an sich zu reißen. Nach dem Referendum vom 30. März 1979 wurde am 1. April 1979 von Chomeini die „Islamische Republik Iran“ ausgerufen, deren Verfassung in einem weiteren Referendum am 3. Dezember 1979 angenommen. Chomeini wurde in der Verfassung als Revolutionsführer, oberster Rechtsgelehrter und Stellvertreter des 12. Imam auf Lebenszeit festgeschrieben.
Am 4. November 1979 kam es zur Besetzung der amerikanischen Botschaft in Teheran durch radikale Studenten und zum Beginn der mehr als einjährigen Geiselnahme von Teheran, für die Chomeini zuvor in einer Erklärung indirekt aufgerufen hatte.

„Es ist deshalb Sache der lieben Schüler, Studenten und Theologiestudenten, mit all ihrer Kraft die Angriffe gegen die USA und Israel zu verstärken, so daß sie die USA zwingen können, den abgesetzten und kriminellen Schah auszuliefern …“

Am 7. Dezember 1979 sanktionierte Chomeini die Geiselnahme mit den Worten:

„Die US-Botschaft ist das Spionagezentrum unserer Feinde gegen die geheiligte islamische Bewegung.“

Die fehlgeschlagene Befreiungsaktion Operation Eagle Claw bezeichnete Chomeini als

„[e]infältiges Manöver, welches durch den Willen Gottes zum Scheitern verurteilt war.“

Chomeini habe den mächtigsten König der Könige aus dem Land gejagt, die stärkste Armee im Nahen und Mittleren Osten in die Knie gezwungen, so Nirumand, und nun der Fehlschlag der Befreiungsaktion.

„Fürchtet euch nicht, Amerika ist zu nichts fähig.“

Mit der Geiselnahme begann, Riyahi zufolge, die Zweite Phase der Etappe, einen theokratischen Staat zu errichten und dem nachlassenden Schwung der Revolution mit dem Aufbau eines äußeren Feindes neue Kräfte zuzufügen. Die Ablösung des von Chomeini als Übergangspremierminister eingesetzten Mehdi Bāzargān durch Abu l-Hasan Banisadr, der den Anspruch hatte, die islamische Revolution als „zweiter Mossadegh“ – ohne über die Basis einer politischen Partei zu verfügen – an sich reißen zu können. Banisadr erklärte am 26. Februar 1980: „In Iran hat es eine rein islamische Revolution gegeben. Die Geschicke Irans können nicht von einem System gesteuert werden, das von Imam Chomeini abgelehnt wird.“ Banisadr, der am 25. Januar 1980 erste gewählte Premierminister der Islamischen Republik Iran, wurde nach einer Kritik gegen die Schließung sechs weiterer Zeitschriften am 22. Juni 1981 auf Anordnung Chomeinis vom Parlament abgesetzt. Bani-Sadrs Amtsenthebung wurde mit 177 zu einer Stimme, bei elf Enthaltungen vom Parlament am 21. Juni 1981 verabschiedet.
Unter der Dritten Phase versteht Riyahi die Übernahme aller Regierungsgewalt durch Kleriker, die spätestens nach dem Sturz Banisadrs ihren Anfang nahm. Damit einhergehend war die Gründung bzw. Ausweitung der Befugnisse der aus der iranischen Hezbollah hervorgegangenen paramilitärischen Verbände wie der Revolutionsgarde (Pasdaran) und der Basidsch. Im Zuge des inner-iranischen Machtkampfs wurden neben den linken und monarchistischen Oppositionsgruppen jetzt auch abweichende Wegbegleiter aus Chomeinis französischer Exilzeit hingerichtet bzw. zur Flucht gezwungen. Die Säuberungswelle erreichte ihren Höhepunkt 1981, nachdem die Volksmudschahedin eine Serie von Bombenanschlägen gegen Büros der IRP verübt hatten, bei denen zahlreiche hohe Regierungsvertreter ums Leben kamen. Zum Schluss wurden selbst religiös-liberale Kräfte, die bis dahin eine Allianz mit der IRP gebildet hatten, in ihren Wirkungsmöglichkeiten stark eingeschränkt bzw. verfolgt.
Die revolutionären Umwälzungen hatten unter anderem zur Folge, dass Millionen Iraner innerhalb kürzester Zeit das Land verließen. Bis Ende 1982 sind 2,5 Millionen Iraner ins Exil gegangen, darunter mindestens 200.000 Intellektuelle. Viele wanderten in die USA (1,5 Millionen), nach Deutschland (110.000), Großbritannien (80.000), Kanada (75.000), Frankreich (62.000) und Australien (60.000) ein.

### Die Festigung der Macht

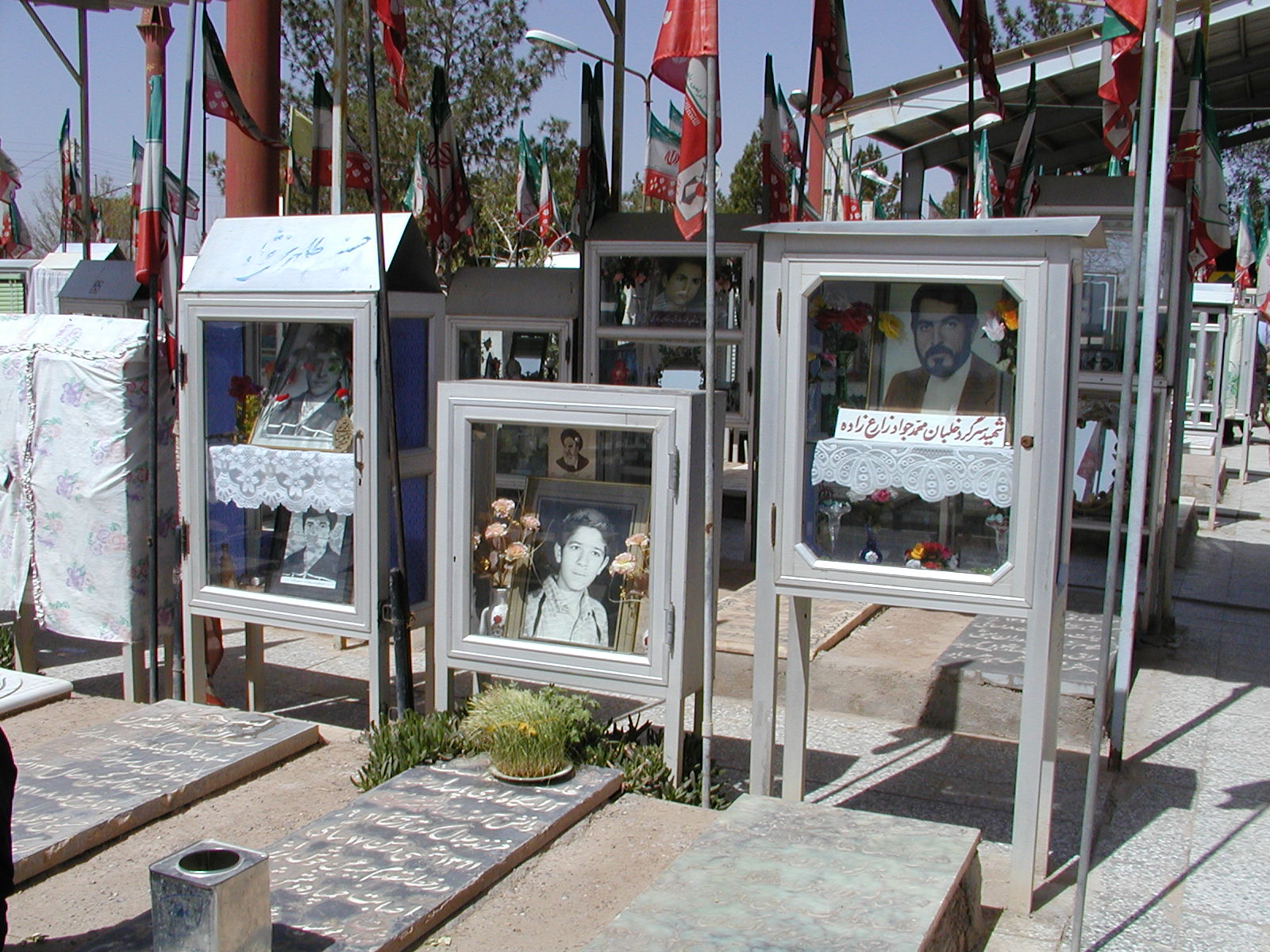
Friedhof der Märtyrer in Yazd

Pressezensur
Das Verbot von 22 Zeitungen und Zeitschriften am 20. April 1979, eine der ersten Maßnahmen, sollte nach Chomeini verhindern, dass „die islamischen Volksmassen durch die Berichterstattung dieser Medien irritiert werden. Diese Blätter sind gegen die Revolution eingestellt.“ Bis 1985 wurden nach und nach über 800 Zeitungen von der Zensur eingeschränkt oder verboten.
Schließung der Universitäten
Nach der Stabilisierung des Systems der Herrschaft des einen Rechtsgelehrten durch die Annahme der Verfassung am 3. Dezember 1979 ging es Chomeini darum, den Widerstand dagegen auszuschalten. Bereits am 7. September 1979 warnte er mit den Worten:

„Die Widersacher des velayat-e faqih sind in Wirklichkeit Gegner des Islam.“

Der Revolutionsrat beschloss auf Anweisung Chomeinis am 4. Juni 1980, alle Universitäten des Landes zu schließen und mit einer Kulturrevolution zu beginnen. Chomeini war sich der Unterstützung der Studenten und des Lehrkörpers mit den Worten:

„Wir haben keine Angst vor militärischen Angriffen, wir haben Angst vor kolonialen Universitäten,“

nicht sicher. Hintergrund war die Störung der Rede Alī Akbar Hāschemī Rafsandschānīs im April 1980 in der medizinischen Fakultät. Die Worte

„Universitäten sind gefährlicher als Handgranaten“

vom 17. Dezember 1980 brachten die Sorge Chomeinis auf den Punkt. Am 23. Januar 1982 plädierte Chomeini für die Wiedereröffnung der Universitäten nach einer vollzogenen Islamisierung des Lehrkörpers und der Studenten, die erst im Herbst 1984 abgeschlossen wurde und zur teilweisen Wiedereröffnung führte.
Verbot linker Parteien und Guerillaorganisationen
Mit dem Verbot der Tudeh-Partei am 4. Mai 1983 war die intellektuelle Säuberungsaktion abgeschlossen. Zuvor wurden die Nationale Front, die Demokratische Partei Kurdistans, die Organisation der Volksfedajin-Guerilla Iran, die Volksmudschahedin etc. verboten.
Verstaatlichung der Banken, Versicherungsgesellschaften und Industriebetriebe
Nachdem bereits am 2. März 1979 das Schahvermögen verstaatlicht worden war, traf dies am 8. Juni 1979 die iranischen Privatbanken, am 25. Juni 1979 die Versicherungen und am 5. Juli 1979 die Industriebetriebe der 51 Großindustriellen Irans . Am 23. Dezember 1979 wurde vom Revolutionsrat die Fusion des Bankensektors vorgeschrieben.

## Der Erste Golfkrieg

### Vorgeschichte
Am 8. April 1980 erklärte Chomeini:

„Saddam Hussein, der wie der abgesetzte Schah sein antiislamisches und unmenschliches Antlitz entlarvt hat, beabsichtigt, den Islam zu zerstören.“

Die weitere Ansprache an das irakische Volk:

„Erhebt euch, bevor dieses korrupte Regime euch in jeder Weise zerstört, schneidet seine kriminelle Hand von eurem islamischen Land ab,“

ist eine Kampfansage an Saddam Hussein. Schon am nächsten Tag kam es zu einem Artillerieduell bei Qasr-e Schirin, bei dem 15 iranische Revolutionsgardisten verletzt wurden. Der Vorkrieg hatte begonnen. Am 30. April 1980 wurde die iranische Botschaft in London durch vom Irak unterstützte Terroristen besetzt. Das Ereignis wurde als die Belagerung der iranischen Botschaft bekannt, die durch das Eingreifen des britischen SAS am 5. Mai 1980 beendet wurde.

### Beginn der Kampfhandlungen
Am 4. September 1980 griffen iranische Verbände die irakischen Städte Mandali und Chanaqin an, die irakischen Verbände beantworteten dies am 10. September 1980 mit der Besetzung eines Gebietes bei Musian am Schatt al-Arab. Dieses 120 km² große Gebiet war im Abkommen von Algier dem Irak zugesprochen, jedoch nicht übergeben worden. Am 17. September 1980 kündigte Saddam Hussein das Abkommen von Algier und beanspruchte die volle Souveränität über den Schatt al-Arab. Am 22. September 1980 um 14.00 Uhr Ortszeit begann der Krieg mit massiven irakischen Luftschlägen auf iranische Flughäfen der Städte Teheran, Täbris, Kermānschāh, Ahvaz, Hamadan und Dezful. Gleichzeitig rückte die irakische Armee mit insgesamt 100.000 Mann an drei Stellen über die iranische Grenze vor. Chomeini soll, nach der Überbringung der Nachricht durch Banisadr, das erste Mal die Beherrschung verloren haben. „Seine Hände zitterten […] so verängstigt hatte ich den Imam noch nie gesehen.“
Im ersten Jahr des Ersten Golfkriegs (1980–1988) verweigerte Chomeini den von der UNO vorgeschlagenen Waffenstillstand, ein Jahr danach ignorierte er den von Saddam Hussein verkündeten, einseitigen Waffenstillstand. Nach dem Zurückdrängen der Iraker von iranischem Gebiet, Mitte 1982, wurde das Kriegsziel auf den Sturz der despotischen Regimes des Irak ausgerichtet. Die Eroberung und Befreiung des Irak sollte nur den Anfang für die Befreiung Jerusalems darstellen. Chomeini, der bereits am 11. Februar 1980 die Ausweitung der Revolution auf die ganze Welt forderte und explizit die Revolutionäre aufforderte

„Erhebt euch, reicht euch die Hände, wir werden bald den Staat Israel vernichten“

, erzwang auch damit die Weiterführung des Krieges für weitere sechs Jahre. Für ihn war der Krieg ein

„Geschenk des Himmels.“

Jeden Teilnehmer des Krieges bezeichnete er als Märtyrer, der im Falle des Todes direkt in das Paradies einkehren werde. Mit der Ansprache an die Nation läuft die Rekrutierung an.

„In diesem heiligen Krieg versuchen die Teufel der Fünften Kolonne euch mit dem Mangel an Benzin, Heizmaterial, Zucker und Fett zu ködern – sterben unsere Söhne denn nur für Benzin und Zucker? Sterben sie nicht vielmehr für den Islam und unsere heldenhafte Nation? Wollt ihr etwa dem Islam und der Nation nur dienen, damit ihr euch die Bäuche füllen könnt? Ich preise jenen zwölfjährigen Helden, der sich Handgranaten um den Leib band und sich unter die Panzer des Teufels Saddam warf.“

Chomeini meinte damit den 14-jährigen Hossein Fahmideh der 1980 bei Chorramschahr mit einem Sprengstoffgürtel bewaffnet einen irakischen Panzer sprengte.
Die Kampftaktik der „menschlichen Welle“ mit kaum oder nicht ausgebildeten Zivilisten als Vorhut für die paramilitärischen Pasdaran, die sogenannten Basitschi, trat erstmals am 30. September 1982 am Frontabschnitt bei Mandali auf. In einer Einzelaktion starben dabei mindestens 4.000 Iraner, dagegen 300 der verteidigenden Iraker.
Bis Jahresende 1983 hatte der Krieg auf beiden Seiten mindestens 350.000 Tote, 300.000 Verwundete und 90.000 Gefangene gekostet. Frontkommandeure, die persönlich bei Chomeini in Ghom vorsprachen und die die militärische Lage sowie die Sinnlosigkeit des Einsatzes schlecht ausgebildeter Freiwilliger zur Sprache brachten, entgegnete Chomeini:

„Der Kampf für Gott bedeutet Sieg, gleichgültig ob wir wirklich siegen oder Niederlagen erleiden.“

Am 9. August 1983 setzte der Irak erstmals auch chemische Kampfstoffe in einem Frontabschnitt ein. Im Februar 1985, bei der verlustreichsten Offensive des Krieges auf Basra, starben fast 50.000 Iraner. Zur ideologischen Aufrüstung wurde von Chomeini auch der Koran zu Hilfe gezogen:

„Alle, die meinen, der Islam habe nicht die Parole 'Krieg, Krieg, bis zum Sieg' gepredigt, und behaupten, daß dieser Satz nicht im Koran stehe, haben recht. Der Koran fordert noch viel mehr, er verlangt Krieg, Krieg, bis zur Aufhebung jeglichen Verderbens.“

### Waffenstillstand
Die Ablösung von Seyyed Ali Chamene’i und die Ernennung von Akbar Hāschemi Rafsandschāni zum Oberbefehlshaber der Streitkräfte am 2. Juni 1988 brachte die Wende. Wegen der Kriegsmüdigkeit der iranischen Bevölkerung sowie der Aussichtslosigkeit, den Krieg gegen den Irak und gegen westliche Interessen zu gewinnen, erklärte sich Chomeini am 18. Juli 1988 schließlich bereit, die UN-Resolution 598 eines Waffenstillstandes anzuerkennen.

„Diese Entscheidung kam mir so bitter vor wie das Trinken eines Bechers Gift.“

In dem vom 22. September 1980 bis zum 20. August 1988 nahezu acht Jahre lang brutal geführten Krieg mit hohen zivilen Opfern waren allein auf iranischer Seite mindestens 500.000 Menschen ums Leben gekommen. Die materiellen Schäden des Krieges auf iranischer Seite werden mit 644 Milliarden Dollar veranschlagt.

## Kampf gegen Regimegegner
Es scheint, dass Chomeini und seine Anhänger nach ihrer Machtübernahme vergleichbare Verbrechen begangen haben, die sie dem Schah zur Last gelegt hatten. Monarchisten, Linke, Liberale, Homosexuelle, Baha'i und Freimaurer erlitten schwerste Repressionen. Geschätzte 8.000 Iraner wurden von 1981 bis 1985 wegen „politischer Vergehen“ hingerichtet. Insgesamt sollen unter Chomeini 12.000 Iraner exekutiert worden sein. Die Zahl der Gefängniszellen wurde unter Chomeini verdoppelt. Und Folterpraktiken, die unter dem Schah verboten worden waren, wurden wieder eingeführt. Im Juli 1988 wurden allein in einer Woche 3.000 Iraner hingerichtet.

### Verfolgung von Nichtmuslimen
Chomeini unterschied nach der islamischen Lehre zwischen Muslimen, Schutzbefohlenen (Dhimmi), Ungläubigen und Harbī. Das Harbi-Konzept sieht die Tötung von nicht unterworfenen Nichtmuslimen vor. Chomeini erklärte in einer Rede über den Dschihad am 12. Dezember 1984:

„Wenn ein Verderber, der Untaten begeht, verhaftet und getötet wird, muß er dafür dankbar sein, denn würde er leben, könnte er noch mehr Untaten begehen, und er würde im Jenseits noch größere Strafen erleiden müssen.“

Besonders betroffen waren die Bahai, die systematisch verfolgt wurden und heute noch in Iran verfolgt werden. 1979 wurde das Haus des Bab in Schiras zerstört, 1980–1981 die geistliche Führung der Bahai exekutiert, bis 1985 die gesamte Elite der Bahai in 210 Hinrichtungen eliminiert. Die Bahai gehen von 202 Hingerichteten und 15 Vermissten aus. Nachdem Chomeini am 28. Mai 1983 die Bahai als „Spione“ bezeichnet hatte, wurde die Religion der Bahai offiziell am 15. September 1983 verboten. Vermutlich sind mindestens 10.000 Bahai ins Exil geflohen.

### Verfolgung von Regimegegnern
Unmittelbar nach der Machtübernahme Chomeinis wurden 23 Generäle und 30 Offiziere des Schahs hingerichtet, 80 % der ersten zweihundert Exekutierten gehörten dem Militär bzw. Geheimdienst des Schahs an. Amnesty International verzeichnete vom Beginn der Revolution im Februar 1979 bis Ende 1981 3.800 Hinrichtungen, bis Ende Dezember 1983 wurden 5.447 Hinrichtungen gezählt.
Um Regimegegner zu erkennen, rief Chomeini im August 1981 jeden Bürger auf:

„Nachbarn zu beobachten und zu sehen, was sich in deren Häusern abspielt. Ihr könnt eure Nachbarn beobachten und die Nachbarn euch, und wenn ihr diese Methode zehn, zwanzig, dreißig Tage lang praktiziert, wenn ihr genau beobachtet, wer bei euren Nachbarn aus- und eingeht, und wenn ihr im Verdachtsfall zur nächsten Polizeistation geht, dann haben wir das Problem bald gelöst. (…) Eltern sollen auf ihre Kinder aufpassen (…) Und wenn die Kinder auf den elterlichen Rat nicht hören, dann haben die Eltern die religiöse Pflicht, sie anzuzeigen.“

Nach Presseberichten zeigte eine Mutter, Tage danach, ihren Sohn beim Staatsanwalt an. Chomeini soll diese Frau mit den Worten: „was du vollbracht hast, ist vorbildlich, alle sollen sich nach dir richten“, empfangen haben.

### Verfolgung im Ausland
Geflüchtete Regimegegner waren selbst im Ausland vor Verfolgung und Exekution nicht sicher. Über 120 sollen durch Auftragsmorde exekutiert worden sein; die bekanntesten Attentate waren:
- am 7. Dezember 1979, der Neffe des Schahs, Prinz Schahriar Schafiq in Paris,
- am 22. Juli 1980, Ali Akbar Tabatabai, der ehemaligen Presseattaché der iranischen Botschaft in Maryland,
- am 7. Juli 1984, der ehemalige General Gholam-Ali Oveissi in Paris.[101]

### Massenhinrichtung politischer Gefangener
Kurz nach dem Ende des Iran-Irak-Krieges kam es zu Massenhinrichtungen politischer Gefangener. Die Zahlen der Opfer gehen von 1.367, 2.700, bis zu spekulativen 10.000, politischen Gefangenen in Iran aus. Im Jahr 2008 wurde vom Nationalen Widerstandsrat Iran (NWRI) die Zahl von 33.700 Gefangenen, die hingerichtet wurden, veröffentlicht.
Die Mehrheit von ihnen waren Anhänger der Volksmodschahedin und diverser linker Gruppierungen. Die von Chomeini abgesegneten Hinrichtungen ab Juli 1988 gelten als die größte Hinrichtungswelle der Islamischen Republik Iran.

### Blut-„Spende“ von Verurteilten
„Der Mangel an Blutkonserven und die Unmöglichkeit sofortiger Besorgung derselben führt meist zum Tod der Verletzten,“ so das Schreiben des Oberstaatsanwalts der Islamischen Republik Iran, vom 2. Oktober 1981. Aus diesem Grunde, so das Schreiben weiter „soll zur Lösung dieses Problems geheim angeordnet werden, dass von den zum Tode verurteilten Personen, vor der Vollstreckung Blut abgenommen wird.“ Chomeini, so der Oberstaatsanwalt, wurde um Rat gebeten. „Er [Chomeini] gab bekannt, dass diese Maßnahme durchaus mit den religiösen Gesetzen vereinbar sei.“

## Chomeinis Positionen

### Pahlavi-Monarchie
Seine Abneigung gegen die Monarchie der Pahlavi reicht zurück zu Reza Schah Pahlavi:

„Für uns ist die Diktatur Reza Khans ein einziges Verbrechen. Diese Diktatur hat uns alles geraubt.“

Damit waren die unter Reza Schah Pahlavi eingeführten Reformen gemeint, wie z. B. westliche Kleidung für Männer, das Verbot des Schleiers für Frauen und die Abschaffung der Scharia-Gerichtsbarkeit, die nur in Fällen des Ehestandes zu entscheiden hatte und hier auch nicht unabhängig war. Chomeini hat seine Schrift Kašf al-asrār wohlweislich erst 1943, nach der Abdankung Reza Schahs, veröffentlicht. Chomeini hat in den 1940er-Jahren, je nach Autor, ein- (1944) bis zweimal Mohammad Reza Pahlavi persönlich getroffen. 1944 soll er bei einem Besuch des Schahs in Ghom entgegen der Etikette den Herrscher sitzend und nicht stehend empfangen haben.

„Der Schah ist die personifizierte politische Umnachtung. Er lebt in einer morbiden Traumwelt. Seine Verbrechen sind unzählig. Die erste Aufgabe einer liberalen Regierung wird es sein, den Prozess gegen den Mann einzuleiten, der die Schätze des persischen Volkes auf ausländischen Banken liegen hat.“

### Vereinigte Staaten
Die Vereinigten Staaten galten für Chomeini als „großer Satan, der teuflische Pläne ausheckt, die zur fremden Vorherrschaft führt“.

„Die Welt soll es wissen, dass alle Probleme des iranischen Volkes und aller muslimischen Völker durch Fremde, durch die Amerikaner, verursacht worden sind. Die islamischen Völker hassen all diese Fremden, und Amerika ganz besonders. Es sind Fremde, die unsere wertvollen Bodenschätze ausgeplündert haben und immer noch ausplündern. Es ist Amerika, das unser islamisches Volk wie Untermenschen und schlimmer behandelt.“

„Amerika kann einen Dreck tun. (zur Geiselnahme von Teheran)“

„Das Weiße Haus hat sich in ein schwarzes Haus verwandelt. (nach dem Bekanntwerden der Iran-Contra-Affäre, am 22. November 1986)“

In seinen Memoiren behauptete Rafsandschani, Revolutionsführer Chomeini habe in den achtziger Jahren zugestimmt, die Parole Marg bar Amrika („Tod Amerika“) nicht mehr zu benutzen.

### Israel
Am 7. August 1979, dem letzten Freitag des islamischen Fastenmonats Ramadan, proklamierte Chomeini den internationalen al-Quds-Tag – al-Quds ist die koranische Umschreibung für Jerusalem –, um die Solidarität aller Muslime mit dem palästinensischen Volk zu bekunden und die Befreiung der Muslime unter dem zionistischen Regime anzumahnen. Der al-Quds-Tag, mittlerweile ein Selbstläufer, der jedes Jahr zu Demonstrationen führt, sollte an den durch den Koran implizierten Anspruch auf Jerusalem, die drittheiligste Stadt der Muslime neben Mekka und Medina, erinnern.

„Israel hat sich widerrechtlich das Land eines muslimischen Volkes angeeignet und unzählige Verbrechen begangen. Ich habe immer mit Nachdruck gefordert, dass sich die Muslime der ganzen Welt vereinigen und gegen ihre Feinde kämpfen, zu denen auch Israel gehört.“

„Israel, diese Quelle des Übels, ist von jeher ein Stützpunkt Amerikas. Seit über 20 Jahren warne ich vor der israelischen Gefahr. Wir müssen uns alle erheben, den Staat Israel auflösen und das Volk Palästinas an seine Stelle setzen.“

Auf der anderen Seite bestätigte Chomeini den Status der jüdischen Religion, so wie der Koran vorsieht, als Schutzbefohlene. Artikel 13 der Verfassung der islamischen Republik Iran nahm diesen Grundsatz explizit auf, ebenso ist nach Artikel 64 zumindest ein Abgeordneter jüdischen Glaubens, momentan Ciamak Moresadegh, im iranischen Parlament vorgesehen. Diese Ambivalenz drückt sich auch im privaten Sektor aus. So berichtete am 27. Februar 1985 die israelische Zeitschrift Maariw, dass eine enge Verwandte Chomeinis unter strenger Geheimhaltung in einem Jerusalemer Krankenhaus behandelt werde. Zuvor sollen schon weitere Verwandte Chomeinis in Israel behandelt worden sein. Nach den Waffenlieferungen Israels an Iran, während des ersten Golfkrieges, mäßigte Chomeini seine Worte.
Im Zeitraum zwischen 1948 und 1966 waren ca. 45.000 Juden aus Iran nach Israel emigriert. Beim Zensus 1966 wurden noch 60.683 Juden in Iran gezählt. Nach einer Phase der Stabilisierung ging die Zahl der Juden in Iran seit der Islamischen Revolution stark zurück: von etwa 80.000 unmittelbar vor der Revolution bis auf weniger als 10.000 laut Zensus im Jahr 2012.

### Sowjetunion
„Diese teuflische Großmacht vermag Afghanistan nicht mit Gewalt zu unterwerfen.“

Nach der Wahl Gorbatschows zum Staatsoberhaupt der Sowjetunion richtete Chomeini am 1. Januar 1989 einen Brief an diesen, worin er Gorbatschow bat:

„die materialistische und atheistische Weltanschauung möglicherweise noch einmal zu überdenken“

und den Rat anbrachte

„eine aufmerksame Betrachtung des Islam wird Ihnen möglicherweise eine Lösung des Afghanistan-Problems und ähnlicher in der Welt vorhandener Angelegenheiten vor Augen führen“

, um abschließend darauf hinzuweisen, dass

„die Islamische Republik Iran als größter und mächtigster Stützpunkt der islamischen Welt recht leicht das Glaubensvakuum in Ihrem System zu füllen vermag.“

Gorbatschow soll darauf, am 16. Februar 1989, folgendermaßen geantwortet haben: „Ungeachtet verschiedener Sichten auf die Geheimnisse des Weltengebäudes (…) hat man sich in der UdSSR zur Aufgabe gestellt, die Hoheit allgemeinmenschlicher Werte gegenüber allen anderen Interessen und Zielen zu gewährleisten.“

### Kommunisten
Das Verhältnis zwischen Chomeini und den Kommunisten der Tudeh-Partei war geprägt von einer gewissen Ambivalenz, vor dem Sturz des Schahs war für Chomeini jede Hilfe recht. Auch in den ersten Monaten der Islamischen Revolution biederte sich die Tudeh-Partei förmlich Chomeinis Vorstellungen an. So erklärt das 16. Plenum des ZK der Tudeh-Partei Irans im März 1979 in Teheran: „Die Tudeh-Partei Irans unterstützt die Initiativen Seiner Heiligkeit, des Ajatollah Chomeini, in Bezug auf die Verkündung einer islamischen Republik. Sie wird sich voll und ganz für deren Realisierung einsetzen.“ Für Chomeini galten Kommunisten als „Gottlose“. 1981 wurde die Tudeh-Partei als Moskau-treu eingestuft, 1983 endgültig verboten.

„Ich habe meinen Anhängern befohlen, auf jegliche Zusammenarbeit mit den Kommunisten zu verzichten. Wir wissen, daß sie uns hinterrücks erstechen werden, und daß sie – falls sie jemals an die Macht kommen sollten – ein diktatorisches Regime etablieren, das dem Gebot des Islam total entgegensteht.“

„Den internationalen Kommunismus bekämpfen wir ebenso wie die Weltverschlingenden des Westens. (…) Die Gefahr der kommunistischen Mächte ist nicht geringer als die der USA.“

### Gesellschaft
Chomeinis Vorstellungen von der optimalen Gesellschaftsstruktur durchliefen nach Ervand Abrahamian drei Phasen:
- In der ersten Phase, die von den 1940er bis in die späten 1960er Jahre andauerte, waren seine Ideen relativ konventionell und konservativ. Er betrachtete die Gesellschaft als eine vielschichtige Hierarchie, die aus verschiedenen Berufsgruppen (qešrhā) bestand: Geistlichen und Seminaristen, Grundbesitzern und Stammeshäuptlingen, Beamten und Büroangestellten, Intellektuellen und Fachleuten, Basarhändlern und Handwerkern, Arbeitern sowie Bauern und Stammesangehörigen. Jede Schicht war für ihr Überleben von den anderen abhängig, jede hatte ihre eigenen Funktionen zu erfüllen und jede musste die Rechte der anderen respektieren. Chomeinis Bild von der Gesellschaft entsprach dem einer „harmonischen Abstufung“ im Sinne von Stanislaw Ossowski zu verwenden, .Chomeini verwendete in dieser Zeit häufig die aristotelische Metapher des „menschlichen Körpers“, um die Gesellschaft zu beschreiben.[123]
- In der zweiten Phase, die sich über die revolutionären 1970er bis in die frühen 1980er Jahre erstreckte, übernahm er freizügig Konzepte, Sprache und Bilder von Radikalen, insbesondere den Volksmudschahedin und Ali Schariati. Er stellte die Gesellschaft nun als aus zwei antagonistischen Klassen (ṭabaqāt) bestehend dar: den Unterdrückten (mostażʿafīn) und den Unterdrückern (mostakberīn).[124] Chomeinis Bild der Gesellschaft war nun eines einer „antagonistischen Dichotomie“ in der Begrifflichkeit Ossowskis. Chomeini stellte die Gesellschaft nicht nur als einen Klassenkampf dar, sondern versprach auch, den unrechtmäßig erworbenen Reichtum der ausländischen Unternehmen, der Pahlavi-Familie und der reichen Höflinge unter den benachteiligten Massen umzuverteilen.[125] Er stellte seinen Anhängern in Aussicht, einen islamische Idealstaat zu errichten, „frei von Ungerechtigkeit, Ungleichheit, Armut, sozialen Konflikten, Arbeitslosigkeit, Landlosigkeit, Abhängigkeit vom Ausland, imperialer Ausbeutung, politischer Unterdrückung, sozialer Entfremdung, Prostitution, Alkoholismus, Drogensucht, Kriminalität, Vetternwirtschaft, Regierungskorruption und bürokratischem Papierkram“. „Die Islamische Revolution“, erklärte er, „wird mehr bewirken, als uns von Unterdrückung und Imperialismus zu befreien. Sie wird einen neuen Menschentypus schaffen.“[126]
- In der letzten Phase, von der Konsolidierung des neuen Regimes bis zu seinem Tod, gab er nach und nach die radikalere Rhetorik auf und ersetzte sein dichotomes Gesellschaftsbild durch ein trichotomisches. Er unterschied nun immer mehr zwischen drei Hauptklassen: einer Oberklasse (ṭabaqe-ye bālā), die aus den Überresten der alten reichen Familien bestand; einer Mittelklasse (ṭabaqe-ye motavasseṭ), die aus Klerikern, Intellektuellen, Beamten, Kaufleuten, Ladenbesitzern und Handwerkern bestand; und einer Unterklasse (ṭabaqe-ye pāʾīn), die aus Arbeitern, Bauern und Slumbewohnern bestand.[127] Chomeini legte nun großen Wert auf die Harmonie zwischen der Mittel- und der Unterklasse. Allerdings meinte er, dass die Islamische Revolution bewiesen habe, dass es aus allen Gesellschaftsschichten und unterschiedlichsten sozialen Schichten Kämpfer gegen Unterdrückung geben könne.[128]

### Frauen
„In einer islamischen Republik werden die Frauen in der Lage sein zu wählen, einer Beschäftigung nachzugehen und eine höhere Schulbildung zu genießen, aber all das muß mit einer geeigneten Form der Bekleidung, einem Minimum von Verschleierung und wo immer es möglich ist, getrennt von Männern geschehen.“

In einem Interview mit Oriana Fallaci, angesprochen auf die islamische Kleidung, entgegnete Chomeini:

„Die Frauen, die die Revolution gemacht haben, trugen und tragen islamische Kleidung und sind keine eleganten Frauen, die geschminkt sind wie Sie und die halbnackt herumlaufen … diese Frauen taugen zu nichts: weder gesellschaftlich noch politisch noch beruflich.“

Die Zusammenfassung der umfangreichen Abhandlungen Chomeinis zum Thema Frauen hat die Stichpunkte: heilige Frauen des Islam, Status und die Rolle der Frau im Islam, die islamische Revolution, die Familie, Kampf der Frauen und Militär und endet bei Fehlverhalten.

### Paradies und Hölle
„Ich fürchte, und die Furcht beunruhigt mich oft, daß diese Menschen, die für uns kämpfen, ins Paradies kommen, wir aber in die Hölle.“

„Ich glaube nicht, daß es jemals in der Geschichte der Menschheit so viele Teufel gegeben hat wie in diesen Zeiten. Unsere Zeit, die als Epoche des Fortschritts bezeichnet wird, ist die Ära des Teufels.“

Auch in seinen berühmten 40 Hadithen hat Chomeini eine Abhandlung über den Teufel verfasst.

### Bitte Johannes Pauls II., die Geiseln freizulassen
Anlässlich der Bitte des Papstes Johannes Paul II. bezüglich der Geiselnahme von Teheran, Chomeini möge doch die Geiseln freilassen, antwortet dieser in einem Brief vom 10. November 1979:

„Jedenfalls, unser Anliegen ist ein menschliches. Und gerade die Menschenliebe macht dieses Anliegen erforderlich. Da wir Muslime sind, bekennen wir uns zur Menschenliebe. Ihr Christen müsst euch ebenfalls Jesus Christus beugen und die Menschen lieben, so wie Jesus Christus auch die Menschen liebte. Das Gefühl für Menschenliebe zwingt unser Volk, die an ihm begangenen Verbrechen gerichtlich zu ahnden.“

„Und dem hochwürdigen Papst ist nicht eingefallen, dieses unterdrückte Volk zu verteidigen oder zumindest vermittelnd einzugreifen (…) Jetzt [Geiselnahme] … spricht Seine Heiligkeit von Menschenfreundlichkeit und fordert, daß man gut mit ihnen umgeht. (…) Wir wünschten nun, dass innerhalb dieser ganzen Zeit (…) insbesondere die päpstliche Führung des Christentums, mit einer Geste der Solidarität dieses unterdrückte Volk unterstützt hätte. Ich kann nicht glauben, daß der Vatikan von all dem nichts wußte. (…) Was soll ich antworten, wenn mein Volk mich fragen würde, ob denn die christliche Geistlichkeit solche Verbrechen zuläßt?“

## Messias
Die Verehrung der Person Chomeini, die mit der Bezeichnung „Imam“ sowie „unser heiliger Imam“ durch seine Anhänger in Anlehnung an die zwölf schiitischen Imame einherging, die seine Fortsetzung gleich in Artikel 1 der iranischen Verfassung mit seiner Namensnennung fand und der er selber nie widersprach, führten zu einem Personenkult, der gleichsam messianische Ausmaße annahm. „Chomeini du bist meine Seele“, ein Ausspruch, der von vielen Iranern zu hören war, dazu seine Worte:

„Ich bin gekommen, um Gerechtigkeit walten zu lassen, all die Erniedrigten, Geknechteten, Ausgebeuteten werden endgültig frei sein.“

und der Glaube, er könne Wunder vollbringen, besäße eine überirdische Kraft, wurde zur Realität. Gholamasad spricht von einer „eschatologischen Hoffnung auf eine messianische Erlösung.“ Er (Chomeini) sei der Stellvertreter des entrückten 12. Imam, der das Paradies auf Erden errichtet, und dies sei eben nur durch den Islam und die islamische Revolution möglich. Damit, so Gholamasad, sei der „Chomeinismus – als Paria-Ideologie und adäquate Form der Konfliktlösung der Marginalisierten – das Selbstbewusstsein und das Selbstgefühl der Menschen, die sich noch nicht erworben oder schon wieder verloren haben.“
Die Rede Chomeinis, kurz nach Beginn des ersten Golfkrieges:

„In diesem Krieg wollen die weltverschlingenden Blutegel des Imperialismus alle Unterdrückten der Welt vernichten, ich aber verkünde erneut meine Hilfe für alle Befreiungsbewegungen der Welt,“

bezieht sich genau auf diesen Punkt. Lautsprecherdurchsagen unterstützten diesen Anspruch mit den Worten: „der Imam hat uns frei gemacht.“ Auf einigen Propagandaplakaten wird Chomeini als Moses mit Schriftrolle (Koran) dargestellt bzw. tritt er dem Pharao (Schah) mit feuerspeienden Drachen entgegen. Dieses „Stabwunder“ des Moses wird auf Chomeini übertragen, der „archetypische Konflikt zwischen Gut und Böse, Gerechtigkeit und Tyrannei“, in Chomeinis Verständnis nur durch aktives Tätigwerden zu gewinnen.

„Eine Religion, die den Krieg ausschließt, ist unvollkommen“

so Chomeini in seiner Interpretation des Islam.

„Ich denke, daß auch Jesus, wenn man ihm dazu Zeit gelassen hätte, genauso gehandelt haben würde wie Moses.“

## Fatwa gegen Salman Rushdie
Bereits kurz nach dem Erscheinen des Romans Die satanischen Verse von Salman Rushdie im September 1988 erschienen erste Kopien davon in Iran. Die Buchbesprechung und Auszüge wurden kurz darauf im iranischen Rundfunk verbreitet, deren Sendungen Chomeini regelmäßig verfolgte. Ein unbekannter Geistlicher übersetzte, auf eigene Initiative, eine 700-Seiten-Version und überreichte diese, etwa einen Monat danach, dem Büro Chomeinis. Chomeinis Kommentar nach dem Lesen war: „Die Welt war schon immer voller Geisteskranker, die Unsinn geredet haben. Es lohnt sich nicht, auf so etwas zu reagieren. Nehmt es nicht ernst.“ Damit schien die Angelegenheit erledigt, kein Hinweis auf ein Importverbot oder eine Fatwa.
Am 12. Februar 1989 wurden erste Unruhen aus Pakistan publik. Am 14. Februar rief Chomeini in einer Fatwa alle Muslime zur Tötung des Schriftstellers Salman Rushdie auf, aufgrund der von ihm als blasphemisch erachteten Äußerungen gegen den Propheten Mohammed in Rushdies Roman Die satanischen Verse:

„Ich ersuche alle tapferen Muslime, ihn, gleich wo sie ihn finden, schnell zu töten, damit nie wieder jemand wagt, die Heiligen des Islam zu beleidigen. Jeder, der bei dem Versuch, Rushdie umzubringen, selbst ums Leben kommt, ist, so Gott will, ein Märtyrer.“

Der Anlass der Fatwa waren vordergründig Textpassagen, in denen der Koran und der Prophet (angeblich) beleidigt werden.
Auf persönlicher Ebene ist die Motivation Chomeinis darin zu sehen, dass er sich in bestimmten Textstellen selber erkannte:
- „der bärtige, beturbante Imam. Wer ist er? Ein Verbannter, ein Mann im Exil.“[146]
- „Das Exil ist ein Traum von der glorreichen Rückkehr. Das Exil ist eine Vision von der Revolution: Elba, nicht St. Helena. Es ist ein unendliches Paradox: der Blick nach vorn durch den ewigen Blick zurück.“[147]
- „Für den Mann im Exil ist Paranoia eine Vorbedingung des Überlebens.“[148]
- „Der Imam ist eine gewaltige Ruhe, eine Reglosigkeit. Er ist lebender Stein. […] Er ist der Geisterbeschwörer und die Geschichte ist sein Trick.“[149]
- „Der Imam trinkt ständig Wasser, alle fünf Minuten ein Glas, um sich sauberzuhalten; das Wasser wird, bevor er daran nippt, mit Hilfe eines amerikanischen Filterapparats von allen Verunreinigungen befreit. Die jungen Männer, mit denen er sich umgibt, kennen seine berühmte Monographie über das Wasser, dessen Reinheit, die sich, wie der Imam glaubt, dem Trinkenden mitteilt […]“[150] – eine direkte Anspielung Salman Rushdies auf Chomeinis Abhandlung von der Natur des Wassers. Diese Passage belegt Rushdies genaue Kenntnisse über das tägliche Leben Chomeinis im Exil.

Dazu kam auf machtpolitischer Ebene, dass Chomeini offensichtlich die Meinungsführerschaft innerhalb der islamischen Welt anstrebte.
Ein Kopfgeld, auf Rushdie ausgesetzt, erhöhte sich innerhalb weniger Tage auf rund 9,2 Millionen DM. Auf zahlreiche Übersetzer und Herausgeber wurden in der Folge Mordanschläge verübt, so auf Hitoshi Igarashi (11. Juli 1991), Ettore Capriolo (3. Juli 1991), Aziz Nesin (Juli 1993), William Nygaard (11. Oktober 1993). Im türkischen Sivas wurden 37 Menschen bei einem Brandanschlag getötet. Der als liberal geltende Mohammad Chatami erklärte am Rande der UN-Vollversammlung 1998: „Wir sollten die Angelegenheit Salman Rushdie als völlig abgeschlossen betrachten.“ Weiterhin bekräftigte Chatami, „dass es in der Praxis keine Entscheidung gegeben habe, in dieser Angelegenheit tätig zu werden“, damit von der Regierung keine Mörder gedungen wurden. Der Tötungsbefehl der Fatwa, die nach üblicher schiitischer Lehrmeinung nach dem Tode ihres Verfassers ihre Gültigkeit verliert, wurde nach dem Tode Chomeinis von Ali Chamene’i und Rafsandschani bekräftigt.

## Putschversuche und Attentate
- Für den 9. Juli 1980 war ein Putschversuch unter Leitung von General Ayat Mohagheghi geplant (Nojeh-Coup), der allerdings nicht zustande kam.
- Am 27. März 1982 kam es zu einem Putschversuch in der Lawisan-Kaserne von Teheran,[155] Sadegh Ghotbzadeh, der ehemalige iranische Außenminister soll darin involviert gewesen sein ebenso wie Hussein Schariatmadaris Schwiegersohn Hodschatoleslam Abdul-Karim Hedschasi.
- Am 26. Mai 1983 wurden fünf hohe Luftwaffenoffiziere wegen der geplanten Bombardierung des Amtssitzes von Chomeini verhaftet und hingerichtet.[156]

Chomeini soll nach Angaben von Hossein Ali Montazeri jede Nacht in anderen Räumlichkeiten zugebracht haben und Hussein Schariatmadari titulierte ihn als „der Gefangene von Dschamkaran“. Das Wohnhaus Chomeinis wurde von der Außenwelt abgeriegelt und hatte sich, so Taheri „in eine Festung verwandelt, mit elektronischem Sicherheitssystem und Flak-Batterie.“ Chomeini kehrte nach seinem Exil und der Landung in Mehrabad nur am 24. Januar 1980 aufgrund einer Herzschwäche von Ghom nach Teheran zurück.
Saddam Hussein soll 1982, so der syrische Geheimdienst nach Angaben einer Zeitung, für die Ermordung von Chomeini ein Kopfgeld von umgerechnet 200 Millionen Euro zugesichert haben. Bereits im September 1978 bot der damalige Geheimdienstchef des Irak, Barzan Ibrahim at-Tikriti, bei einem Geheimbesuch in Teheran dem Schah die Beseitigung von Chomeini an. „Der Schah drückte seine Dankbarkeit aus, wollte aber von einem inszenierten tödlichen Unfall nichts wissen.“

## Gesundheitszustand
Chomeini soll, so Ali Tehrani, seit seiner Jugend unter Asthma gelitten haben und – so Tehrani – für sich in Anspruch genommen haben, nicht zu fasten. Er soll im Jahre 1959 in Isfahan einen Schlaganfall erlitten haben, der es ihm erschwerte, sich zu konzentrieren. Der im fortgesetzten Alter erlittene Bandscheibenvorfall beeinträchtigte ihn beim Niederknien zum Gebet, sodass er sich nicht mehr ohne fremde Hilfe erheben konnte, so Tehrani. Die diagnostizierten Schwierigkeiten mit Blase und Prostata führten zu der Behauptung, er habe Blasenkrebs. Kurz vor seinem Tod musste sich Chomeini einer Darmoperation unterziehen.

## Familie
1931 heiratete Chomeini Batol Khadijeh Saghafi, genannt Frau Ghodsi, die 15-jährige Tochter des Agha Mirza Mohammad Saghafi, eines Klerikers aus Teheran. Saghafi (1916–2009) wurde später in Iran als „Mutter der Islamischen Revolution“ bekannt. Aus dieser Ehe, Chomeini lebte monogam, gingen sieben Kinder hervor, zwei Söhne und drei Töchter überlebten die Kindheit.
- Mustafa (* 1929, nach anderen Angaben * 1932;[163] † 23. Oktober 1977), der älteste Sohn, starb in Nadschaf. Die vermuteten Todesursachen reichen von Herzinfarkt[164] bis zu einem Anschlag des SAVAK. Emotionslos soll Chomeini auf die Nachricht vom Tode seines ältesten Sohnes reagiert haben: „Wir sind alle vergänglich. Gott hat ihn uns gegeben und jetzt wieder genommen. Da gibt es überhaupt keinen Grund zum Weinen. (…) So, jetzt an die Arbeit, meine Herren.“[165]
- Ahmad (* 1946; † 17. März 1995)[166] erhielt während der iranischen Revolution den Spitznamen „Ajatollah Dollar“ wegen seiner Vorliebe, den Fuhrpark des Schahs auszunutzen. Später trat er als Sprecher seines Vaters auf und war Mitglied im Expertenrat. In den letzten Lebensjahren soll er sich mehrfach kritisch an den jetzigen Revolutionsführer gewandt haben. Er starb ebenfalls unter geheimnisvollen Umständen.

Chomeinis bekannte Enkelkinder:
- Zahra Eshraghi (* 1964) ist verheiratet mit Mohammad-Reza Chatami, dem jüngeren Bruder von Mohammad Chatami – Mohammad-Reza Chatami ist Führer einer reformistischen Partei –, und regimekritisch.[167]
- Hassan Chomeini, Sohn von Ahmad, ist ein Kleriker mit dem religiösen Titel Hodschatoleslam, der Verwalter des Schreins seines Großvaters und systemkonform.[168] Als er 2016 für einen Sitz im Expertenrat kandidieren wollte, wurde seine Kandidatur vom Wächterrat blockiert.[169][170]
- Hussein Chomeini (* 1958) Sohn von Mustafa ist ebenfalls Kleriker mit dem Titel Hodschatoleslam und ein Systemkritiker, der 2003 zum Sturz des Regimes aufforderte.[171]

## Privatperson
Chomeini verließ nach seiner Rückkehr nach Iran nie das Haus seiner Tochter, in das er zog. Er besuchte, wie Kapuscinski schreibt: „nichts und niemanden. Er lebte asketisch, ernährte sich nur von Reis, Joghurt und Früchten, und bewohnte nur ein einziges Zimmer mit kahlen Wänden, ohne Möbel, nur eine Schlafstätte auf dem Boden und ein Stoß Bücher.“ Auf einer Decke sitzend, den Rücken an die Wand gelehnt, empfing er ausgesuchte Gäste. Die Menschenmassen, die verständlicherweise nicht zu ihm vordringen durften, konnten ihn am Balkon winken sehen.
Chomeini hat neben seinen bekannten Traktaten auch Gedichte geschrieben. Taheri zitiert zwei Gedichte, vermutlich in den Dreißiger- und Vierziger-Jahren geschrieben, mit dem Titel „Der Mandelbaum“ sowie „Tamerlan“. Der Mandelbaum befasst sich mit der Vergänglichkeit des Lebens, denn „dieser Mandelbaum ist ein Bote des Schöpfers. Nach einem Gewitterregen sind die Blüten geknickt und verstreut, nackt steht die Braut des Gartens da … ein Augenblick nur der Undankbarkeit führt zu einer furchtbaren Strafe für die, die Gott vergessen.“ In Tamerlan befasst sich Chomeini mit den Gräueltaten des mongolischen Herrschers Timur: „Er war es, der alle Gebote des Herrn mißachtete, doch einer ist da, der die Mächtigen in den Staub wirft, einer ist da, der die Schuldigen zerstückelt, ihm ist Hindi der Weise ergeben und keinem anderen.“

## Zitate über Chomeini
„Chomeini ist heute ein armer Mensch. Er ist ruiniert, hat sein Volk fertiggemacht und ist wegen seiner Machtfülle übergeschnappt. Ich habe ihn einmal wie meinen Vater geliebt, aber er hat alle Hoffnungen verraten.“

„Ajatollah Chomeini ist wie ein Dorfmullah, er kann keine anderen Mullahs neben sich dulden.“

„Ayatollah Chomeini, die andere Seite der Medaille mit dem Abbild des Schahs.“

„Sehen Sie, Chomeini ist ein ungeschliffener und primitiver Mann, gleichzeitig aber ist er auch ein Genie. Ich bin noch nie einem Menschen begegnet, der seine Fähigkeiten besitzt, die Massen zu interpretieren, mit ihnen durch einen einfachen Blick oder wenige aus der Ferne gesprochene Worte zu kommunizieren.“

„Oh Chomeini, du bist das Idol der vaterlosen Gewaltverbrecher, du bist der Dracula unserer Zeit, durstiger noch nach Blut als Attila und Dschingis Khan. Dein Wein ist das Blut unseres Volkes, die Blutgerinnsel erschlagener Jugendlicher sind Henna für deinen Bart.“

„Ich gebe es zu, Chomeini war der Bulldozer der Revolution. Aber mit einem Bulldozer kann man nur alte Gebäude zum Einsturz bringen, nicht aber ein Land aufbauen. Im Exil sagte Chomeini: der Schah muß weg. Jetzt sagt er: die Intellektuellen müssen weg, die Generäle müssen weg, die Richter müssen weg, die Anwälte müssen weg, die linken Studenten müssen weg, und wer für die Menschenrechte eintritt, der muß auch weg.“

„Die Parallele zu Idi Amin wird immer deutlicher.“

„Er war keine mittelalterliche Gestalt, sondern eine biblische, eine große und charismatische Persönlichkeit. Und das musste er auch sein, denn er hat den Orient verändert.“

## Tod und Nachfolger
Chomeini starb am 3. Juni 1989 um 22.20 Uhr Ortszeit nach einem zweiten Herzanfall in einem Teheraner Krankenhaus. Elf Tage zuvor hatte er sich einer Darmoperation unterzogen. Die letzten Worte Chomeinis, gesprochen gegen 13 Uhr Ortszeit zu seiner Frau und seinen Kindern, sollen gewesen sein:

„Ich habe nichts mehr hinzuzufügen. Jene, die bleiben wollen, sollen bleiben, jene, die gehen wollen, sollen gehen. Macht das Licht aus, ich möchte schlafen.“

Die Nachricht vom Tode des Ajatollah wurde am 4. Juni 1989 um 5.30 Uhr über Radiodurchsagen der Öffentlichkeit mitgeteilt. Das Staatsbegräbnis geriet außer Kontrolle, Millionen versuchten den Sarg zu erreichen, dabei sollen 11.000 Menschen verletzt und dutzende Menschen zu Tode gequetscht worden sein. Als Trauernde an dem Leichentuch zerrten, fiel der Leichnam zu Boden. Per Hubschrauber wurde dann der Leichnam aus der Innenstadt von Teheran zum Friedhof Behescht-e Zahra geflogen. Noch Tage nach seinem Tod wurden Tausende am Grab gezählt. Weil befürchtet wurde, dass Trauernde Erde von der Grabstelle mitnehmen und, bei den Massen, die Leiche freilegen könnten, wurde die Grabstelle mit Containern abgeriegelt und von Soldaten bewacht. 

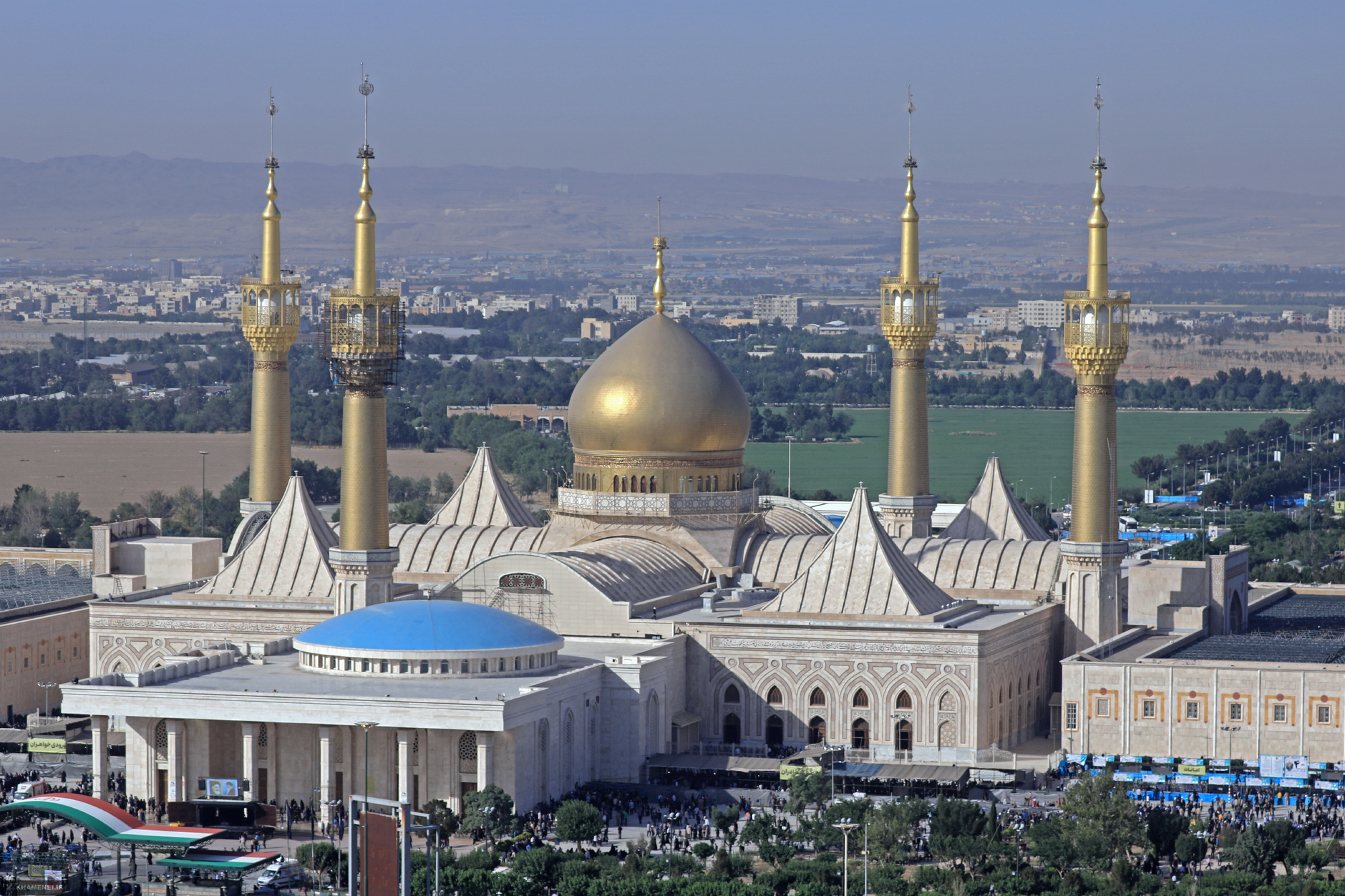
Mausoleum von Chomeini

An dieser Stelle wurde später das Chomeini-Mausoleum errichtet. Das Mausoleum befindet sich außerhalb des Teheraner Zentralfriedhofes auf einem beschlagnahmten Grundstück, das zuvor der Familie Generals Iraj Matbooie gehört hatte. General Matbooie hatte 1935 während der Regentschaft von Reza Schah eine Demonstration in Maschhad gegen das neu erlassene Tschadorverbot gewaltsam aufgelöst. 1979, kurz nach der Rückkehr Chomeinis nach Iran, wurde der über 80 Jahre alte General Matbooie 44 Jahre nach diesem Vorfall verhaftet, zum Tode verurteilt und hingerichtet.
Einen Tag nach Chomeinis Tod, am 4. Juni 1989, wurde sein früherer Schüler, der damalige Staatspräsident Ajatollah Seyyed Ali Chamene’i, vom Expertenrat mit den Stimmen von 60 der 70 anwesenden Mullahs überraschend zum Obersten Rechtsgelehrten gewählt. Chomeini hatte die Nachfolgeregelung vermutlich längst getroffen, da für das Amt auch Akbar Hāschemi Rafsandschāni zur Verfügung gestanden hätte, der in den letzten Monaten als „rechte Hand Chomeinis“ fungierte.

## Veröffentlichungen (Auswahl)

### Hauptwerke
- Kašf al-asrār (Enthüllung der Geheimnisse), erschienen 1944.
- Tauzīh al-Masā’il (Erklärung der Probleme), erschienen 1961/1978
- Welāyat-e Faqih. (Die Statthalterschaft des Rechtsgelehrten). erschienen 1971, beruhend auf Chomeinis Reden und Schriften im Exil mit Beschreibung des Regierungssystems der Islamischen Republik.
- Hokumat-e eslami (Der islamische Staat), in Nadschaf, erschienen 1970/1971. „Der islamische Staat“ erschien erstmals in der englischen Übersetzung 1979 im amerikanischen Manor-Verlag in einer westlichen Sprache mit dem propagandistischen Titel „Ayatollah Khomeinis Mein Kampf“. Hier wird direkt der Vergleich mit Hitler gesucht; ebenso scheint in der Einleitung auf ein psychologisches Profil der CIA zurückgegriffen worden zu sein. Das Titelblatt bezeichnet diese Übersetzung als „offizielle Übersetzung der US-Regierung“.[183] 1979 erschien die französische Übersetzung von Kotobi und Simon: „Pour un gouvernement islamique“, 1981 eine weitere Übersetzung aus den USA von Hamid Algar. 1983 erschien eine deutsche Ausgabe von Hasan Nader und Ilse Itscherenska in West-Berlin (Islamkundliche Materialien, Bd. 9), in der DDR übersetzt und gedruckt.[184] Kurze Auszüge aus allen drei Werken sind 1980 als „Meine Worte. Weisheiten, Warnungen, Weisungen“. erschienen.[185]

### Sonstige
- Tafsir-e Sureh-ye Hamd, Teheran
- Me'raj al-Salekin
- Mesbah al-Hedaya bzw. Misbah al-hidaya (auf Arabisch), 1929.
- Resaleh-ye Towzih al-Masa'el,
- Resaleh-ye Novin, Teheran 1981.
- Sahifeh-ye Nur, Teheran 1982.
- Manasek-e Haj, Teheran 1982.
- Ruhaniyat, Teheran 1982.
- Sharh-e Do'a al-Sahar, 1984.
- Tahrir al-Wasileh, 1987.
- Sabu-ye Eshq, Teheran 1989.

in europäische Sprachen übersetzt:
- 40 Hadithe[186]
- Position zu Frauen[131]
- Jehad-e Akbar, Teheran 1982[187]